# Gedenkmünzen der Bundesrepublik Deutschland
Gedenkmünzen der Bundesrepublik Deutschland, die auf erinnerungswürdige Ereignisse verweisen, werden seit dem Jahr 1953 ausgegeben. Die Münzen, deren Auflage amtlich limitiert ist, sind gültige Zahlungsmittel, befinden sich aber im Allgemeinen nicht im normalen Geldumlauf, sondern sind Sammlerstücke. Der Bund als Inhaber des Münzrechts beauftragt die Prägeanstalten der Länder mit der Herstellung. Die Münzen sind von einem Künstler gestaltet und stellen auf der Bildseite jeweils eine Illustration im Zusammenhang mit dem Ausgabezweck dar. Die Wertseite zeigt einen Adler in einer dem Motiv angepassten Form. Die Aufsicht hat das Bundesministerium der Finanzen.
Bis zum Ende des Jahres 2001 wurden Gedenkmünzen in der Währung „Deutsche Mark“ geprägt. Es gab Motive mit Nennwerten von 5 DM und 10 DM. In der Geschichte der Deutschen Mark wurde eine Goldmünze (keine „Goldmark“) im Jahr 2001 ausgegeben.
Seit der Währungsumstellung am 1. Januar 2002 tragen kursgültige bundesdeutsche Münzen die Währungsbezeichnung „Euro“. Alle vorherigen Ausgaben werden unbefristet durch die Deutsche Bundesbank in Euro umgetauscht. Nach diesem Datum wurden Gedenkmünzen zu 2, 10, 100 und 200 Euro ausgegeben. Am 23. Juni 2010 erschien die erste 20-Euro-Gedenkmünze aus Gold. 2015 wurde erstmals eine 25-Euro-Gedenkmünze aus Silber ausgegeben. Seit 2016 werden silberne Gedenkmünzen im Nominal von 20 Euro sowie Gedenkmünzen aus Kupfer-Nickel mit einem Ring aus Polymer im Nominal von 5 Euro in Umlauf gebracht. Im Jahre 2017 wurde anlässlich des Reformationsjubiläums erstmals eine 50-Euro-Goldmünze ausgegeben. 2019 startete die Ausgabe von 10-Euro-Münzen mit einem durchsichtigen Polymerring.
Euro-Gedenkmünzen sind nicht im gesamten Währungsgebiet gültig, sondern nur im Land der Ausgabe. Eine Ausnahme machen dabei die 2-Euro-Gedenkmünzen; sie sind Zahlungsmittel in allen Ländern der Eurozone. Die Gedenkmünzen höherer Nominale werden hauptsächlich gesammelt und sind daher kaum im Umlauf. Die Europäische Kommission empfiehlt sogar, die Verwendung von Euro-Sammelmünzen als Zahlungsmittel zu verhindern.
Gedenkmünzen aus Silber werden in der Bundesrepublik Deutschland in zwei Qualitätsstufen hergestellt. Der normale Prägegrad ist „Stempelglanz“. Für Münzsammler gibt es eine nur bei der Verkaufsstelle für Sammlermünzen erhältliche Ausführung in „Spiegelglanz“; dies gilt auch für die seit 2006 ausgegebenen 2-Euro-Münzen. Alle bis zum Jahre 2007 ausgegebenen Goldmünzen wurden in Stempelglanz geprägt.
Bis 1997 legte die herstellende Münzprägeanstalt beide Qualitäten der DM-Gedenkmünzen auf, danach wurde die Spiegelglanzausführung von allen Ausgabestätten geprägt. Die Euro-Gedenkmünzen werden wieder komplett von der jeweiligen Prägestätte hergestellt. Außer der 2-Euro-Ausgabe bestanden bisher alle Gedenkmünzen aus Magnimat, unterschiedlichen Legierungen von Silber oder aus Gold der höchsten Reinheitsstufe. Die Silbermünzen werden im Allgemeinen jeweils von einer einzigen Münzprägeanstalt hergestellt. Ausnahmen, welche in allen Stätten geprägt wurden, waren die Ausgaben zu vier sportlichen Großereignissen: die Olympischen Sommerspiele 1972, die Fußball-Weltmeisterschaft 2006, die Leichtathletik-Weltmeisterschaften 2009 in Berlin sowie die Alpinen Skiweltmeisterschaften 2011. Die deutschen Goldmünzen kommen ebenso aus allen Prägeanstalten.

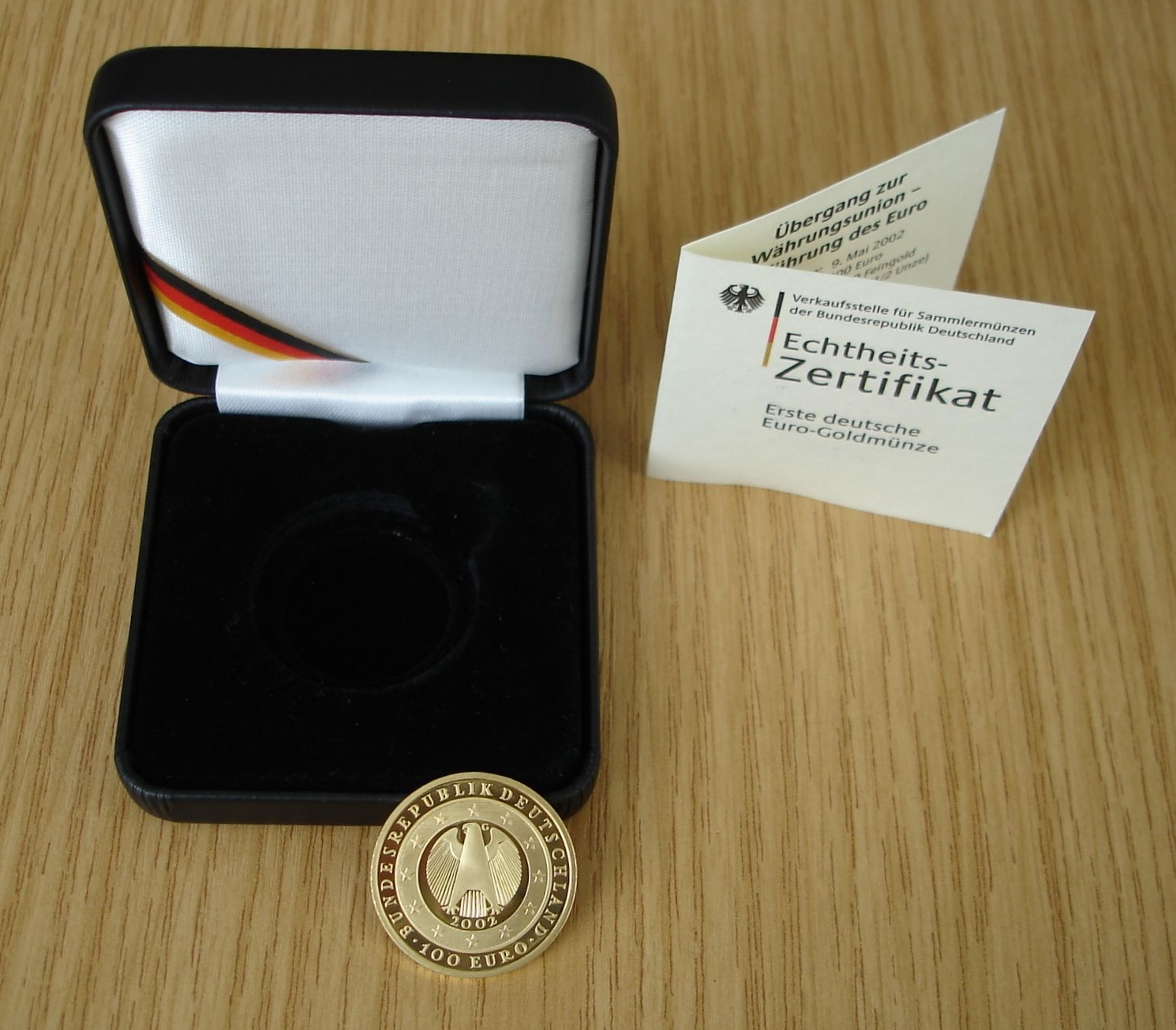
Erste bundesdeutsche 100-Euro-Goldmünze mit Sammleretui und Echtheitsbestätigung
Ausgabedatum: 9. Mai 2002

## Geschichte
Vor 1871 gab es in den vielen deutschen Staaten verschiedene Währungseinheiten und Münzsysteme, dadurch ergaben sich auch verschiedene Gedenkmünzen. Nach 1871 (Gründung Deutsches Kaiserreich) wurde die Mark als einheitliches Zahlungsmittel für das reichsdeutsche Gebiet eingeführt. Seitdem lauteten alle Zahlungsmittel und somit auch die Gedenkmünzen auf Mark. Bevorzugte Metalle für die Prägung solcher Münzen waren und sind heute noch Silber und Gold. Die heutige Silberlegierung weicht dennoch von den früheren ab. Häufige Nominalstufen waren 2 Mark, 3 Mark, 5 Mark, 10 Mark und 20 Mark. Während der Weimarer Republik zwischen 1919 und 1933 und der Hitler-Diktatur (Zeit des Nationalsozialismus), 1933–1945, gab es einheitliche reichsdeutsche Gedenkmünzen aus Silber. Diese lauteten von 1925 bis 1932 auf 3 und 5 Mark und von 1934 bis 1939 auf 2 und 5 Mark.

## Bildseite und Wertseite
Die Bildseite wechselt entsprechend dem Grund der Ausgabe, die Wertseite zeigt stets einen Adler, den von der Bundesregierung festgelegten Wert, das Ausgabejahr und die Prägestätte in Form eines Buchstabens für jede Prägestätte (A: Staatliche Münze Berlin; D: Bayerisches Hauptmünzamt in München; F: Staatliche Münze Stuttgart; G: Staatliche Münze Karlsruhe; J: Hamburgische Münze). Alle Gedenkmünzen seit 2002 haben zwölf Sterne auf der Wertseite. Die Gestaltung der Wertseite wird oft an das Motiv auf der Bildseite angepasst oder hat einen direkten Bezug dazu; als Beispiel zeigt die von Jordi Regel entworfene Gedenkausgabe zum 50. Jahrestages des Deutschen Fernsehens den Adler fast rechteckig und flächig ohne Ausprägung von Federn und folgt damit der Form eines Fernsehers.

## Gedenkmünzen von 1953 bis 2001 (Währungsbezeichnung Deutsche Mark)
Gedenkmünzen der Bundesrepublik Deutschland wurden ursprünglich von den vier damals bestehenden Prägeanstalten hergestellt: dem Bayerischen Hauptmünzamt mit dem Kennbuchstaben „D“, der Staatlichen Münze Stuttgart („F“), der Staatlichen Münze Karlsruhe („G“) und der
Hamburgischen Münze („J“). Der aus der ehemaligen Münze Berlin („A“) zu Zeiten der DDR hervorgegangene Volkseigene Betrieb Münze Berlin prägt seit 1990 unter dem neuen Namen Staatliche Münze Berlin. Damit arbeiten im Jahr 2007 in Deutschland fünf Prägestätten für das Bundesministerium der Finanzen.
Die erste Gedenkmünze der Bundesrepublik Deutschland wurde am 11. September 1953 ausgegeben. Nachfolgend werden hier die Münzen erwähnt, die eine nennenswerte Wertsteigerung erzielten oder eine andere Besonderheit gegenüber den gesamt 87 Ausgaben in der Währungsbezeichnung Deutsche Mark ausweisen.

### Die ersten fünf Gedenkmünzen
Mehr als fünf Jahre nach der Währungsreform in der Bundesrepublik Deutschland wurde im Jahre 1952 eine erste Gedenkmünze im Wert von 5 Deutschen Mark ausgegeben. Von den 200.000 geprägten Exemplaren wurden 1.240 Münzen in Spiegelglanz, die restlichen in Stempelglanz hergestellt. Die Prägestätte war das Bayerische Hauptmünzamt in München; die Münze wurde, wie alle folgenden 5-DM-Münzen bis 1979, aus 625er Silber geprägt. Sie war dem 100-jährigen Bestehen des Germanischen Nationalmuseums in Nürnberg gewidmet und zeigt auf der Bildseite eine ostgotische Fibel mit dem stilisierten Bild eines Adlers. Diese stammt aus dem Schatzfund von Domagnano in San Marino.
Die folgenden vier ausgegebenen Münzen gedenken jeweils einer einzelnen Person und zeigen deren Kopf als Porträt. Der Nennwert betrug immer 5 DM:
- Der Anlass der Prägung der zweiten Münze war der 150. Todestag Friedrich Schillers im Jahre 1955.[6] Hersteller war die seit 1872 bestehende Münze in Stuttgart. Die Auflage betrug 198.783 Stempelglanz-Münzen und 1217 Exemplare in Spiegelglanz.
- Im selben Jahr wurde eine weitere Münze zum 300. Geburtstag des Markgrafen von Baden, Ludwig Wilhelm, des sogenannten „Türkenlouis“, geprägt.[7] Diese Silbermünze hatte eine Auflagenhöhe von 2000 Stück in Spiegelglanz und von 198.000 Exemplaren in Stempelglanz. Die Prägung der Münze übernahm die Münzanstalt in Karlsruhe.
- Nach zwei Jahren folgte 1957 die Gedenkmünze zur Erinnerung an den einhundertsten Todestag des Freiherrn Joseph von Eichendorff.[8] Sie hatte die gleichen Auflagezahlen wie die vorhergehende und wurde durch die Hamburgische Münze produziert.

Alle vier der damals in der Bundesrepublik Deutschland bestehenden Münzprägeanstalten hatten somit eine Gedenkprägung hergestellt.
- Die nächste Gedenkmünze und damit gleichzeitig die letzte Ausgabe einer vierstelligen Auflage in Spiegelglanz wurde erst sieben Jahre später im Jahr 1964 geprägt. Ausgegeben wurde diese allerdings erst ab dem 14. März 1966, also weitere zwei Jahre später. Die Gedenkprägung zum „150. Todestag Johann Gottlieb Fichtes“ hatte eine Auflage von 495.000 Stück in Stempelglanz und 5000 Stück in Spiegelglanz.[9] Sie wurde durch die Hamburgische Münze hergestellt.

Neben den 87 geprägten Gedenkausgaben der Bundesrepublik Deutschland in DM-Währung gab es 33 vergleichbare Ausgaben als Gedenkmünzen der DDR. Die Mehrzahl der Gedenkmünzen der DDR hatten allerdings eine niedrigere Auflage als die BRD-Gedenkmünzen gleichen Jahrgangs. Siehe hierzu auch die Liste der Gedenkmünzen der DDR.

#### Nachprägungen
Auf Grund ihrer Seltenheit sind die fünf ersten Gedenkmünzen gesuchte Sammelobjekte. Im Gegensatz zu den späteren Millionenauflagen gab es hier ein relativ geringes Prägevolumen, es gibt aber Nachprägungen. Die Deutsche Mark ist kein Zahlungsmittel mehr, daher ist die Nachprägung keine Herstellung von Falschgeld. Dies würde ansonsten als Straftat nach § 146 StGB mit einer Freiheitsstrafe geahndet. Eine unveränderte Nachprägung stellt jedoch eine Ordnungswidrigkeit nach § 11 Abs. 1 Nr. 1 Münzgesetz dar. Danach ist das Nachahmen von außer Kurs gesetzten oder ungültig gewordener Münzen in der Bundesrepublik Deutschland nur erlaubt, wenn ein entsprechender Hinweis auf der Münze angebracht ist. So tragen einige Nachprägungen eine klar erkennbare Jahreszahl der Nachprägung zusätzlich zum originalen Ausgabejahr. Wenn ein solcher ausdrücklicher Hinweis fehlt, liegt eine Ordnungswidrigkeit vor (§ 12 Abs. 3 MünzG). Nachprägungen haben außer dem Metallwert oder als reiner „Platzhalter“ (Belegstück) für ein nicht vorhandenes Original für Münzsammler meist keine Bedeutung.

### Ausgaben von 1967 bis 2001
In den Jahren von 1967 bis 2001 wurden 82 Gedenkmünzen geprägt. Der Durchmesser aller 5-DM-Münzen betrug 29 mm, es gab 38 Ausgaben. Davon waren 23 Nennwerte zu fünf DM aus 625er Silber, die Masse betrug jeweils 11,2 Gramm; die restlichen 15 aus Magnimat gefertigten Motive wogen 10 Gramm pro Münze. Von 43 geprägten Gedenkmünzen zu 10 DM bestanden 29 Motive aus 625er Silber, die anderen aus Sterlingsilber mit einem Silbergehalt von 92,5 %. Bei einem Durchmesser von 32,5 mm betrug die Masse jeder Münze 15,5 Gramm.
Initiiert von Klaus Ullmann, wurde 1970 eine Serie von fünf Münzen zur Mitfinanzierung der Olympischen Sommerspiele 1972 beim Bayerischen Hauptmünzamt begonnen. Sie endete mit der letzten Ausgabe am 22. August 1972. Diese Münzen hatten erstmals einen Nennwert von zehn Deutschen Mark. Die Gesamtauflage betrug 100 Millionen Stück; es sind auch heute noch die Gedenkmünzen mit der höchsten Auflagezahl. Alle Ausgaben wurden im Gegensatz zu den Vorgängern von allen vier Prägestätten angefertigt. Die erste dieser Olympiamünzen mit dem Motiv der Strahlenspirale trug 1970 die Umschrift Spiele der XX·Olympiade 1972 in Deutschland. Da aber kein Land, sondern eine Stadt die Spiele ausrichtet, wurde die Beschreibung der folgenden Ausgaben in München geändert. Die erste Münze wurde 1972 mit der neuen Umschrift Spiele der XX·Olympiade 1972 in München ein zweites Mal geprägt.
Der Preis des bis dahin verwendeten Materials überstieg ab 1979 durch die damalige Silberspekulation den Münzwert. Eine geplante und schon in Silber geprägte Ausgabe zum 100. Geburtstag Otto Hahns wurde deshalb wieder eingeschmolzen. Diese Gedenkmünze wurde neu und wie spätere Ausgaben in Magnimat geprägt, einer silbrig glänzenden Legierung, die allerdings weit weniger wertvoll ist und kein Silber enthält. Einige wenige Exemplare der silbernen Hahn-Münze wurden ausgegeben; die genaue Anzahl ist nicht bekannt. Die Version in Silber ist erkennbar durch die Platzierung des Prägezeichens unterhalb der Buchstaben „AR“ im Wort „DEUTSCHE MARK“; in der Version in Magnimat befindet es sich etwas weiter links unter „MA“. Es gab insgesamt 15 verschiedene Münzen aus Magnimat, die letzte erschien 1986 zur Erinnerung an den 200. Todestag von Friedrich dem Großen. Dies war zugleich auch die letzte Ausgabe mit einem Nennwert von fünf DM.
Ab 1987 wurden Münzen im Nennwert von zehn DM ausgegeben, diese bestanden bis 1997 wie zuvor aus 625er Silber, danach aus 925er Silber. Die erste dieser Prägungen gedachte der 750-Jahr-Feier Berlins. Es gab zwei verschiedene Ausgabetage, alle anderen Gedenkmünzen erschienen immer am gleichen Tag. In Berlin war es der 30. April 1987, im Gebiet der Bundesrepublik der 9. September 1987.
1992 wurde der 125. Geburtstag von Käthe Kollwitz und 1998 der 900. Geburtstag von Hildegard von Bingen gewürdigt. Dies sind die beiden einzigen DM-Gedenkmünzen, die Frauen gewidmet wurden.
Die Ausgabe der Gedenkmünze zum 500. Geburtstag des Reformators Philipp Melanchthon am 13. Februar 1997 sollte ursprünglich komplett von der Hamburgischen Münze geprägt werden. Tatsächlich wurde die Version in Spiegelglanz von allen fünf bundesdeutschen Prägeanstalten hergestellt. Diese Vorgehensweise wurde auch bei den darauf folgenden silbernen DM-Münzen beibehalten: Eine Prägestätte bekam den Großauftrag der Version in Stempelglanz, die Sammlerausgabe in Spiegelglanz ging zu gleichen Teilen an alle Hersteller.
Die letzte silberne Sonderprägung in der Währung DM wurde am 5. September 2001 ausgegeben. Der Anlass war 50 Jahre Bundesverfassungsgericht.

### Goldmünze 2001

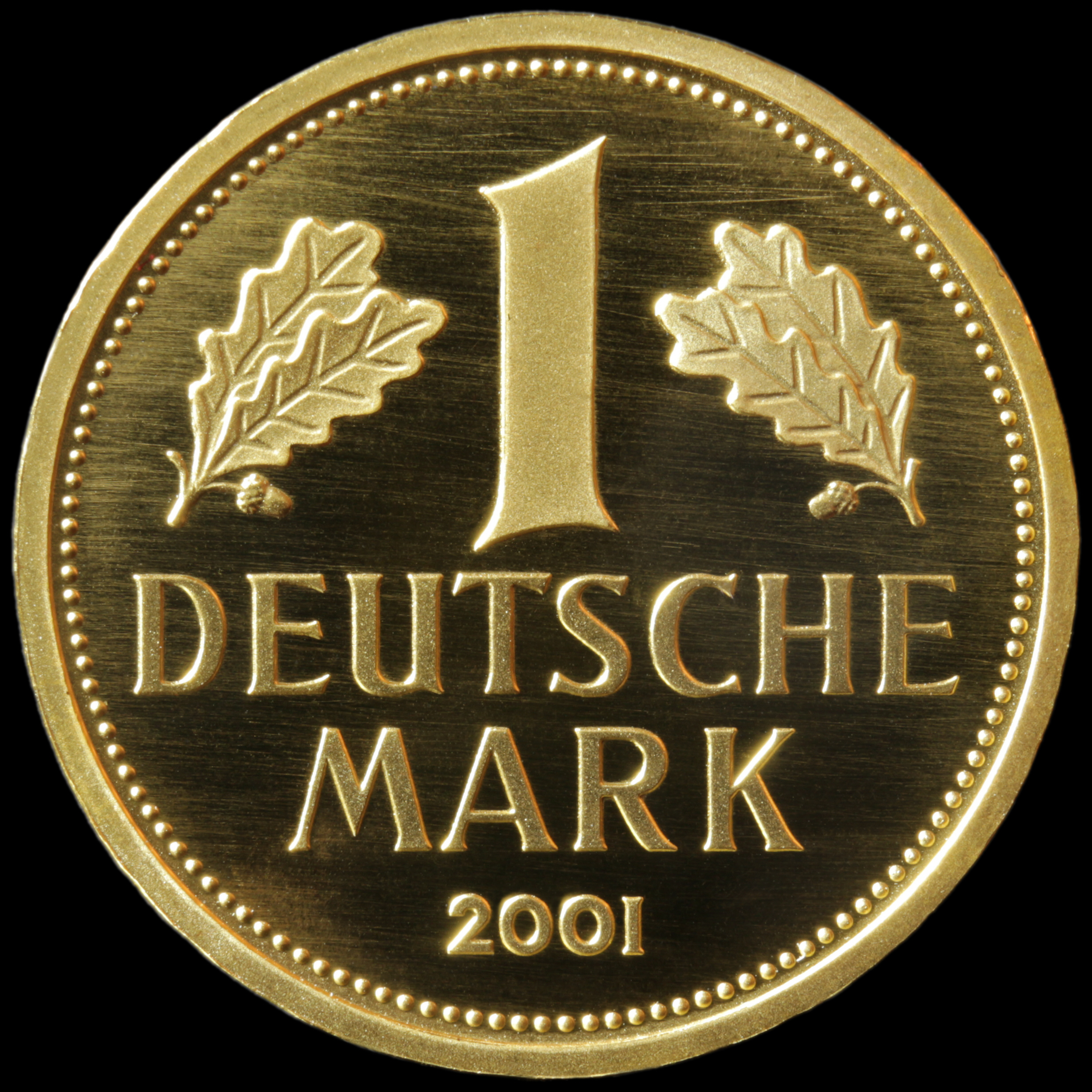
1-DM-Goldmünze (Vorderseite)

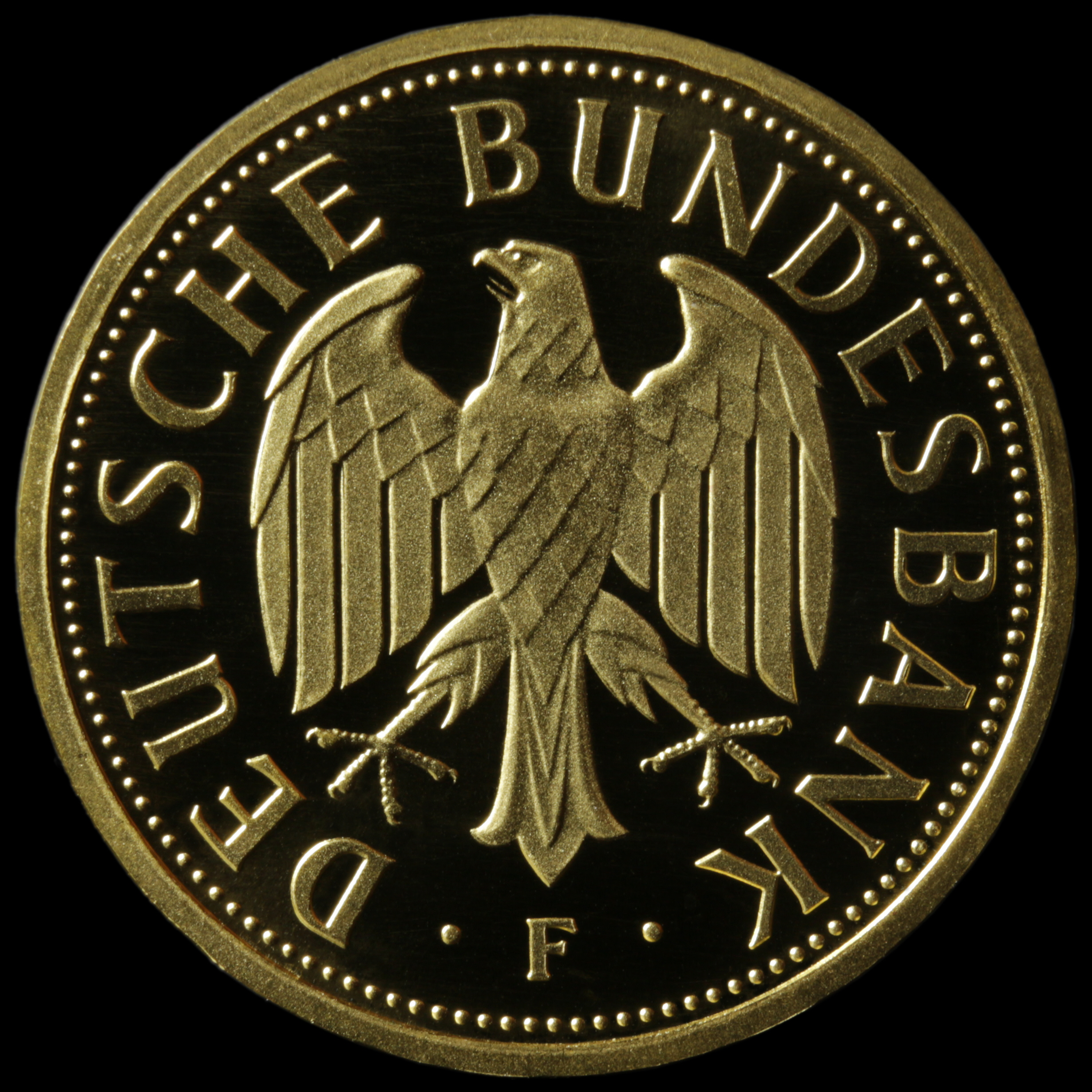
1-DM-Goldmünze (Rückseite)

Vor der Währungsumstellung auf den Euro wurde zur Erinnerung an die Deutsche Mark im Jahr 2001 einmalig eine DM-Münze aus nahezu reinem Gold geprägt: Die sogenannte 1-DM-Goldmark. Ausgegeben wurde diese Goldmünze durch die Deutsche Bundesbank. Da nicht diese, sondern der Bund das Münzrecht innehat, musste zuvor ein entsprechendes Gesetz über die Ausprägung einer 1-DM-Goldmünze und die Errichtung der Stiftung Geld und Währung vom Deutschen Bundestag verabschiedet werden (BGBl. 2000 I S. 2045).
Die Masse der Münze beträgt 12,0 Gramm Feingold (999,9/1000), sie hat einen Durchmesser von 23,5 mm und gleicht in der Gestaltung weitgehend der alten 1-DM-Kursmünze. Ein Unterschied ist die geänderte Umschrift Deutsche Bundesbank auf der Rückseite (normalerweise Bundesrepublik Deutschland).
Insgesamt wurden eine Million Stück geprägt, die mit je 200.000 auf die fünf deutschen Münzprägestätten aufgeteilt wurden. Die Goldmünze gibt es daher mit den verschiedenen Münzzeichen A, D, F, G und J. Die gesamte Auflage wurde ab dem 26. Juli 2001 über die Deutsche Bundesbank, die Landeszentralbanken und die Verkaufsstelle für Sammlermünzen zu einem Ausgabepreis von 250 DM je Stück vertrieben.
Aus dem Erlös des Verkaufes bekam die Stiftung Geld und Währung 100 Millionen DM; die verbliebenen 84 Millionen wurden an die Stiftung Preußischer Kulturbesitz als Unterstützung für die Sanierung der Museumsinsel in Berlin übergeben.
In den letzten Jahren werden häufig vergoldete 1-DM-Münzen im Handel angeboten, die allerdings durch die Umschrift und die deutlich abweichende Masse von der Gedenkausgabe unterschieden werden können. Ebenso existiert eine Nachprägung mit einer Masse von 0,5 Gramm, die zudem durch die Einprägung einer Jahreszahl über dem Adler vom Original zu unterscheiden ist.

## Gedenkmünzen ab 2002 (Währungsbezeichnung Euro)

### 2-Euro-Gedenkmünzen
Prägungen anderer Länder der Eurozone siehe: 2-Euro-Gedenkmünzen
Jedes Land, das Euro-Münzen ausgibt, hatte bis 2012 das Recht, zusätzlich zu den regulären 2-Euro-Kursmünzen jährlich eine 2-Euro-Gedenkmünze in limitierter Anzahl zu prägen. Ab 16. August 2012 hat jedes Mitglied der Eurozone (also nicht die durch Währungsabkommen verbundenen Kleinstaaten) das Recht, jährlich zwei 2-Euro-Gedenkmünzen zu prägen,
wobei eventuelle Gemeinschaftsausgaben nicht angerechnet werden.
Diese Münzen bestehen aus den gleichen Materialien wie die üblichen Umlaufmünzen. Die Bildseite dieser Gedenkmünzen weicht von der der Kursmünze ab, um so das Gedenken an bestimmte Ereignisse zu ermöglichen. Da diese Ausgaben für den regulären Münzumlauf gedacht sind, handelt es sich hierbei also gleichermaßen um eine Kursmünze. Die erste dieser Münzen wurde in Griechenland anlässlich der Olympischen Spiele 2004 in Athen ausgegeben.
Der letzte Prägeauftrag der Deutschen Bundesbank für die ursprüngliche Ausgabe der deutschen 2-Euro-Münze erfolgte vor der Einführung des Euros im Dezember 2001 an die Münze in Berlin. In den folgenden vier Jahren wurden keine weiteren Münzen dieses Nominals erzeugt. Ab dem 15. Juli 2005 wurden nur noch die jeweils aktuellen Gedenkmünzen ausgegeben. Allerdings mussten ab dem Jahr 2008 nahezu jährlich zusätzlich zur Bundesländerserie auch wieder Normalprägungen erfolgen, in den Jahren 2010 und 2011 überstieg die Menge der Prägungen mit dem üblichen Motiv jene der Bundesländerserie sogar deutlich.
Eine Ausnahme davon bildeten die für Kursmünzensätze vorgesehenen Exemplare mit dem ursprünglichen Motiv des Bundesadlers, die weiterhin jährlich für Münzsammler geprägt werden (außer 2007, 2009 und 2012). Normalprägungen sind allerdings in den Kursmünzensätzen von 2007, 2009 und 2012 nicht enthalten, da diese durch die jeweiligen gemeinschaftlichen Sonderausgaben ersetzt wurden (50 Jahre Römische Verträge, 10 Jahre Europäische Wirtschafts- und Währungsunion und 10. Jahrestag der Einführung des Euro).

#### Bundesländer-Serie
2006 begann Deutschland mit der Ausgabe von 2-Euro-Gedenkmünzen, die jeweils dem Bundesland gewidmet sind, das zum Beginn des Ausgabejahres die Bundesratspräsidentschaft innehat. Auf den Münzen der Bundesländer-Serie wird jeweils ein repräsentatives Bauwerk oder Wahrzeichen des entsprechenden Bundeslandes abgebildet, womit den Bürgern in Europa der föderale Aufbau der Bundesrepublik Deutschland nähergebracht werden soll. Die Abfolge der Präsidentschaften des Bundesrates wurde aufgrund der veränderten Bevölkerungszahlen ab dem Geschäftsjahr 2017/18 geändert. Schleswig-Holstein, dem bereits die erste Gedenkmünze 2006 gewidmet war, übernahm am 1. November 2018 für 12 Monate den Vorsitz – deshalb konnte die Serie nicht nach der ursprünglichen Planung fortgesetzt werden, sondern bedurfte einer Anpassung. 2019 würdigte die Serie stattdessen das 70-jährige Bestehen des Verfassungsorgans Bundesrat. Von 2006 bis 2022 wurde für jedes der 16 Bundesländer eine Gedenkmünze geprägt und ausgegeben.
Am 3. Februar 2006 begann offiziell die Ausgabe der ersten Münzen der neuen Serie mit dem Motiv des Holstentors in Lübeck (Schleswig-Holstein). Einige dieser Münzen gelangten schon vorher in den Umlauf – wie auch die ersten Münzen des Prägejahres 2008 mit dem Motiv des Hamburger Michels Mitte September 2007, die – mehr als vier Monate vor der offiziellen Ausgabe am 1. Februar 2008 – im Umlauf gefunden wurden. Die geplante Auflage aller bisher ausgegebenen 2-Euro-Gedenkmünzen beträgt jeweils 30 Millionen Stück. Spiegelglanz-Prägungen für Sammlerzwecke in den Kursmünzensätzen und im neugeschaffenen 2-Euro-Gedenkmünzenset haben eine maximale Auflage von 145.000 Stück je Prägestätte. Die Motive der Gedenkmünzen des Saarlands (2009) und Bremens (2010) wurden 1965 in der Briefmarkenserie „Hauptstädte der Länder der Bundesrepublik Deutschland“ ebenfalls verwendet.
Die Bundesländer-Serie ist vergleichbar mit den amerikanischen State Quarters, die von 1999 bis 2009 im Abstand von 73 Tagen ausgegeben wurden und die 50 Staaten und die Überseegebiete der USA ehren.
| Bildseite | Ausgabedatum    | Motiv                                      | Bundesland             | Entwurf            | Prägestätten | Auflage                                           | Auflage                            | Auflage                            |
| Bildseite | Ausgabedatum    | Motiv                                      | Bundesland             | Entwurf            | Prägestätten | Umlaufmünzen                                      | st a)                              | sp b)                              |
| --- | --------------- | ------------------------------------------ | ---------------------- | ------------------ | ------------ | ------------------------------------------------- | ---------------------------------- | ---------------------------------- |
| 2006 – Schleswig-Holstein | 3. Februar 2006 | Holstentor in Lübeck in Lübeck             | Schleswig-Holstein     | Heinz Hoyer        | A D F G J    | 6.000.000 6.300.000 7.260.000 4.260.000 6.300.000 | 143.000                            | c)133.150 133.120                  |
| 2007 – Mecklenburg-Vorpommern | 2. Februar 2007 | Schweriner Schloss                         | Mecklenburg-Vorpommern | Heinz Hoyer        | A D F G J    | 985.000 11.835.000 11.850.000 4.200.000 1.070.000 | 136.000                            | 125.150 125.120                    |
| 2008 – Hamburg | 1. Februar 2008 | Hamburger Michel                           | Hamburg                | Erich Ott          | A D F G J    | 950.000 8.900.000 d)9.000.000 4.200.000 6.300.000 | 120.000                            | 113.150 110.120 120.120            |
| 2009 – Saarland | 6. Februar 2009 | Ludwigskirche in Saarbrücken               | Saarland               | Friedrich Brenner  | A D F G J    | 6.000.000 6.300.000 7.200.000 4.200.000 6.300.000 | 95.000                             | 97.150 92.120                      |
| 2010 – Bremen | 29. Januar 2010 | Bremer Rathaus mit Roland                  | Bremen                 | Bodo Broschat      | A D F G J    | 6.000.000 6.300.000 7.200.000 4.200.000 6.300.000 | 95.000 90.000                      | 95.950 90.920                      |
| 2011 – Nordrhein-Westfalen | 28. Januar 2011 | Kölner Dom                                 | Nordrhein-Westfalen    | Heinz Hoyer        | A D F G J    | 6.000.000 6.300.000 7.200.000 4.200.000 6.300.000 | 95.000 91.000                      | 98.000 92.000                      |
| 2012 – Bayern | 3. Februar 2012 | Schloss Neuschwanstein                     | Bayern                 | Erich Ott          | A D F G J    | 6.000.000 6.300.000 7.200.000 4.200.000 6.300.000 | 92.000 87.000                      | 95.000 87.000                      |
| 2013 – Baden-Württemberg | 1. Februar 2013 | Kloster Maulbronn mit Brunnen              | Baden-Württemberg      | Eugen Ruhl         | A D F G J    | 6.000.000 6.300.000 7.200.000 4.200.000 6.300.000 | 87.000 82.000                      | 90.000 85.000                      |
| 2014 – Niedersachsen | 7. Februar 2014 | St. Michael in Hildesheim                  | Niedersachsen          | Erich Ott          | A D F G J    | 6.000.000 6.300.000 7.200.000 4.200.000 6.300.000 | 85.000 80.000                      | 84.000 77.000                      |
| 2015 – Hessen | 30. Januar 2015 | Frankfurter Paulskirche                    | Hessen                 | Heinz Hoyer        | A D F G J    | 6.000.000 6.300.000 7.200.000 4.200.000 6.300.000 | 79.800 73.825                      | 84.000 77.000                      |
| 2016 – Sachsen | 5. Februar 2016 | Kronentor des Dresdner Zwingers            | Sachsen                | Jordi Truxa        | A D F G J    | 6.000.000 6.300.000 7.200.000 4.200.000 6.300.000 | 69.800 65.825                      | 73.000 67.000                      |
| 2017 – Rheinland-Pfalz | 3. Februar 2017 | Porta Nigra in Trier                       | Rheinland-Pfalz        | František Chochola | A D F G J    | 6.000.000 6.300.000 7.200.000 4.200.000 6.300.000 | 65.000 59.000                      | 68.000 61.000                      |
| | 30. Januar 2018 | Schloss Charlottenburg                     | Berlin                 | Bodo Broschat      | A D F G J    | 6.000.000 6.300.000 7.200.000 4.200.000 6.300.000 | 60.400 55.625                      | 63.000 59.000                      |
| 2019 – Bundesrat | 29. Januar 2019 | Bundesratsgebäude als Sitz des Bundesrates |                        | Michael Otto       | A D F G J    | 6.000.000 6.300.000 7.200.000 4.200.000 6.300.000 | 50.300 46.000                      | 58.200 53.700                      |
| | 28. Januar 2020 | Schloss Sanssouci in Potsdam               | Brandenburg            | Jordi Truxa        | A D F G J    | 6.000.000 6.300.000 7.200.000 4.200.000 6.300.000 | 51.000 47.100                      | 51.200 46.700                      |
| | 26. Januar 2021 | Magdeburger Dom                            | Sachsen-Anhalt         | Michael Otto       | A D F G J    | 6.000.000 6.300.000 7.200.000 4.200.000 6.300.000 | 46.600 43.300 42.800 42.900        | 48.600 42.500 42.100               |
| | 25. Januar 2022 | Wartburg bei Eisenach                      | Thüringen              | Olaf Stoy          | A D F G J    | 6.000.000 6.300.000 7.200.000 4.200.000 6.300.000 | 44.200 42.100 41.500 41.700 41.600 | 45.900 42.300 41.800 42.000 41.800 |
| a) Nur in Kursmünzensätzen und 2-Euro-Gedenkmünzensets ausgegeben b) Nur in Kursmünzensätzen, 2-Euro-Gedenkmünzensets und Coincards ausgegeben c) Wenige Exemplare mit der neuen Wertseite bekannt. d) Davon 600.000 Stück mit der alten Wertseite. |                 |                                            |                        |                    |              |                                                   |                                    |                                    |

#### Bundesländer-Serie II
Nachdem die Bundesländer-Serie 2022 endete, wird sie ab dem Jahr 2023 mit einer Folgeserie fortgesetzt.
| Bildseite                     | Ausgabedatum    | Motiv                                                                 | Bundesland             | Entwurf       | Prägestätten | Auflage                                           | Auflage                     | Auflage                            |
| Bildseite                     | Ausgabedatum    | Motiv                                                                 | Bundesland             | Entwurf       | Prägestätten | Umlaufmünzen                                      | st a)                       | sp b)                              |
| ----------------------------- | --------------- | --------------------------------------------------------------------- | ---------------------- | ------------- | ------------ | ------------------------------------------------- | --------------------------- | ---------------------------------- |
|                               | 24. Januar 2023 | Elbphilharmonie                                                       | Hamburg                | Michael Otto  | A D F G J    | 6.000.000 6.300.000 7.200.000 4.200.000 6.300.000 | 39.700 38.500 38.000 38.100 | 41.900 38.800 38.300 38.500 38.300 |
|                               | 30. Januar 2024 | Königsstuhl                                                           | Mecklenburg-Vorpommern | Michael Otto  | A D F G J    | 6.000.000 6.300.000 7.200.000 4.200.000 6.300.000 |                             |                                    |
| 2025 – Saarland               | 16. Januar 2025 | Saarschleife                                                          | Saarland               | Carsten Wolff | A D F G J    |                                                   |                             |                                    |
| Folgende Münzen sind geplant: |                 |                                                                       |                        |               |              |                                                   |                             |                                    |
|                               | 2026            | Klimahaus Bremerhaven 8° Ost                                          | Bremen                 | Bodo Broschat | A D F G J    |                                                   |                             |                                    |
|                               | 2027            | Aachener Dom                                                          | Nordrhein-Westfalen    |               | A D F G J    |                                                   |                             |                                    |
|                               | 2028            | Kaiserburg Nürnberg                                                   | Bayern                 |               | A D F G J    |                                                   |                             |                                    |
|                               | 2029            | Basilika Birnau                                                       | Baden-Württemberg      |               | A D F G J    |                                                   |                             |                                    |
|                               | 2030            | UNESCO-Welterbe Fagus-Werk in Alfeld                                  | Niedersachsen          |               | A D F G J    |                                                   |                             |                                    |
|                               | 2031            | Herkules mit dem Bergpark Wilhelmshöhe                                | Hessen                 |               | A D F G J    |                                                   |                             |                                    |
|                               | 2032            | Göltzschtalbrücke                                                     | Sachsen                |               | A D F G J    |                                                   |                             |                                    |
|                               | 2033            | Hambacher Schloss                                                     | Rheinland-Pfalz        |               | A D F G J    |                                                   |                             |                                    |
|                               | 2034            | Berliner Tiergarten mit Siegessäule                                   | Berlin                 |               | A D F G J    |                                                   |                             |                                    |
|                               | 2035            | Lange Anna – Helgoland                                                | Schleswig-Holstein     |               | A D F G J    |                                                   |                             |                                    |
|                               | 2036            | Spreewaldabbildung (Fließ mit Kahn und Stakerin in sorbischer Tracht) | Brandenburg            |               | A D F G J    |                                                   |                             |                                    |
|                               | 2037            | Naumburger Dom – Stifterfigur Uta von Ballenstedt                     | Sachsen-Anhalt         |               | A D F G J    |                                                   |                             |                                    |
|                               | 2038            | Staatliches Bauhaus Weimar                                            | Thüringen              |               | A D F G J    |                                                   |                             |                                    |

#### Serie – Einigkeit und Recht und Freiheit
Im Jahr 2025 startet die Serie „Einigkeit und Recht und Freiheit“ mit der Münze „35 Jahre Deutsche Einheit“. Anschließend soll jährlich eine Münze zur Würdigung von Politikern erscheinen, die die Geschichte der Bundesrepublik Deutschland in besonderer Weise geprägt haben. Als erster Politiker ist der erste deutsche Bundeskanzler, Konrad Adenauer, für die Münze 2026 vorgesehen.
| Bildseite                     | Ausgabedatum                  | Anlass                        | Entwurf                       | Prägestätten                  | Beauftragte Prägungen         | Beauftragte Prägungen         | Beauftragte Prägungen         |                               |
| Bildseite                     | Ausgabedatum                  | Anlass                        | Entwurf                       | Prägestätten                  | Umlaufmünzen                  | st a)                         | sp b)                         |                               |
| Folgende Münzen sind geplant: | Folgende Münzen sind geplant: | Folgende Münzen sind geplant: | Folgende Münzen sind geplant: | Folgende Münzen sind geplant: | Folgende Münzen sind geplant: | Folgende Münzen sind geplant: | Folgende Münzen sind geplant: | Folgende Münzen sind geplant: |
| ----------------------------- | ----------------------------- | ----------------------------- | ----------------------------- | ----------------------------- | ----------------------------- | ----------------------------- | ----------------------------- | ----------------------------- |
|                               | 25. September 2025            | 35 Jahre Deutsche Einheit     | Thomas Serres                 | A D F G J                     |                               |                               |                               |                               |
|                               | 2026                          | Konrad Adenauer               |                               | A D F G J                     |                               |                               |                               |                               |

#### Weitere nationale Ausgaben
Neben der Bundesländerserie wurde 2015 eine 2-Euro-Gedenkmünze aus Anlass des 25-jährigen Jubiläums der Wiederherstellung der Deutschen Einheit und 2018 eine Gedenkmünze zum 100. Geburtstag Helmut Schmidts ausgegeben. 2020 wurde eine 2-Euro-Gedenkmünze zum 50. Jahrestag des von Bundeskanzler Willy Brandt vollzogenen Kniefalls von Warschau in Umlauf gebracht.
| Bildseite                 | Ausgabedatum    | Anlass                               | Entwurf       | Prägestätten | Beauftragte Prägungen                             | Beauftragte Prägungen | Beauftragte Prägungen |
| Bildseite                 | Ausgabedatum    | Anlass                               | Entwurf       | Prägestätten | Umlaufmünzen                                      | st a)                 | sp b)                 |
| ------------------------- | --------------- | ------------------------------------ | ------------- | ------------ | ------------------------------------------------- | --------------------- | --------------------- |
| 25 Jahre Deutsche Einheit | 30. Januar 2015 | 25 Jahre Deutsche Einheit            | Bernd Wendhut | A D F G J    | 6.000.000 6.300.000 7.200.000 4.200.000 6.300.000 | 39.800 33.825         | 74.000 67.000         |
|                           | 30. Januar 2018 | 100. Geburtstag Helmut Schmidts      | Bodo Broschat | A D F G J    | 6.000.000 6.300.000 7.200.000 4.200.000 6.300.000 | 57.400 52.625         | 64.000 60.000         |
|                           | 8. Oktober 2020 | 50 Jahre Kniefall von Warschau       | Bodo Broschat | A D F G J    | 6.000.000 6.300.000 7.200.000 4.200.000 6.300.000 | 30.000                | 33.000                |
|                           | 30. März 2023   | 1275. Geburtstag Karls des Großen    | Tobias Winnen | A D F G J    | 4.000.000 4.200.000 4.800.000 2.800.000 4.200.000 | 22.000                | 26.000                |
|                           | 21. März 2024   | 175. Jubiläum Paulskirchenverfassung | Bodo Broschat | A D F G J    | 6.000.000 6.300.000 7.200.000 4.200.000 6.300.000 | 19.000                | 23.000                |

#### Gemeinschaftsausgaben
Die erste Gemeinschaftsausgabe der 2-Euro-Gedenkmünzen aller Euroländer erfolgte 2007 zum 50. Jahrestag der Unterzeichnung der Römischen Verträge. Die Münzen der verschiedenen Länder sind motivgleich und unterscheiden sich nur durch die Ländernamen sowie die Inschriften in der jeweiligen Sprache. 2009 erschien eine weitere Münze zum zehnjährigen Jubiläum der europäischen Wirtschafts- und Währungsunion. Die dritte Gemeinschaftsausgabe wurde 2012 dem zehnten Jahrestag der Einführung des Euro als Bargeld gewidmet.
Deutschland und Frankreich würdigten den 50. Jahrestag der Unterzeichnung des Élysée-Vertrages mit einer gemeinsamen 2-Euro-Gedenkmünze, die sich nur durch die Länderkürzel und die Münzzeichen unterscheiden. Eine weitere Gemeinschaftsausgabe ist 2022 zum 35-jährigen Bestehen des europäischen Erasmus-Programms erschienen.
| Bildseite | Ausgabedatum     | Anlass                                  | Gemeinschaftsausgabe mit | Entwurf                                                         | Prägestätten | Beauftragte Prägungen                              | Beauftragte Prägungen | Beauftragte Prägungen |
| Bildseite | Ausgabedatum     | Anlass                                  | Gemeinschaftsausgabe mit | Entwurf                                                         | Prägestätten | Umlaufmünzen                                       | st e)                 | sp f)                 |
| --- | ---------------- | --------------------------------------- | ------------------------ | --------------------------------------------------------------- | ------------ | -------------------------------------------------- | --------------------- | --------------------- |
| 50 Jahre Römische Verträge | 25. März 2007    | 50 Jahre Römische Verträge              | Eurozone                 | Helmut Andexlinger                                              | A D F G J    | 1.000.000 14.500.000 8.000.000 5.000.000 1.500.000 | 83.000                | 90.150 90.120         |
| 10 Jahre Wirtschafts- und Währungsunion | 1. Januar 2009   | 10 Jahre Wirtschafts- und Währungsunion | Eurozone                 | Georgios Stamatopoulos                                          | A D F G J    | 6.000.000 6.300.000 7.200.000 4.200.000 6.300.000  | 50.000                | 67.150 62.120         |
| 10 Jahre Euro-Bargeld | 2. Januar 2012   | 10 Jahre Euro-Bargeld g)                | Eurozone g)              | Helmut Andexlinger                                              | A D F G J    | 6.000.000 6.300.000 7.200.000 4.200.000 6.300.000  | 45.000 40.000         | 95.000 87.000         |
| 50 Jahre Élysée-Vertrag | 22. Januar 2013  | 50 Jahre Élysée-Vertrag                 | Frankreich               | Yves Sampo Stefanie Lindner Alina Hoyer Sneschana Russewa-Hoyer | A D F G J    | 2.200.000 2.310.000 2.640.000 1.540.000 2.310.000  | 40.000 35.000         | 85.000 80.000         |
| 30 Jahre Europaflagge | 5. November 2015 | Dreißigjähriges Bestehen der EU-Flagge  | Eurozone                 | Georgios Stamatopoulos                                          | A D F G J    | 6.000.000 6.300.000 7.200.000 4.200.000 6.300.000  | –                     | 25.000                |
| 2 Euro Gedenkmünze Deutschlands 2019 zum Gedenken an den 30. Jahrestag des Berliner Mauerfalls                                                               | 10. Oktober 2019 | 30 Jahre Fall der Berliner Mauer        | Frankreich               | Joaquin Jimenez                                                 | A D F G J    | 6.530.000 4.200.000 7.840.000 4.570.000 6.860.000  | 26.400                | 33.000                |
| | 1. Juli 2022     | 35 Jahre europäisches Erasmus-Programm  | Eurozone                 | Joaquin Jimenez                                                 | A D F G J    | 3.400.000 3.570.000 4.080.000 2.380.000 3.570.000  | 23.000                | 30.000                |
| e) Nur in Kursmünzensätzen ausgegeben f) Nur in Kursmünzensätzen und 2-Euro-Gedenkmünzensets ausgegeben g) Auch von San Marino als Gedenkmünze herausgegeben |                  |                                         |                          |                                                                 |              |                                                    |                       |                       |

### Sammlermünzen
Die Regelungen können dem EU-Amtsblatt entnommen werden.

#### Münzen mit lichtdurchlässigem Kunststoffring

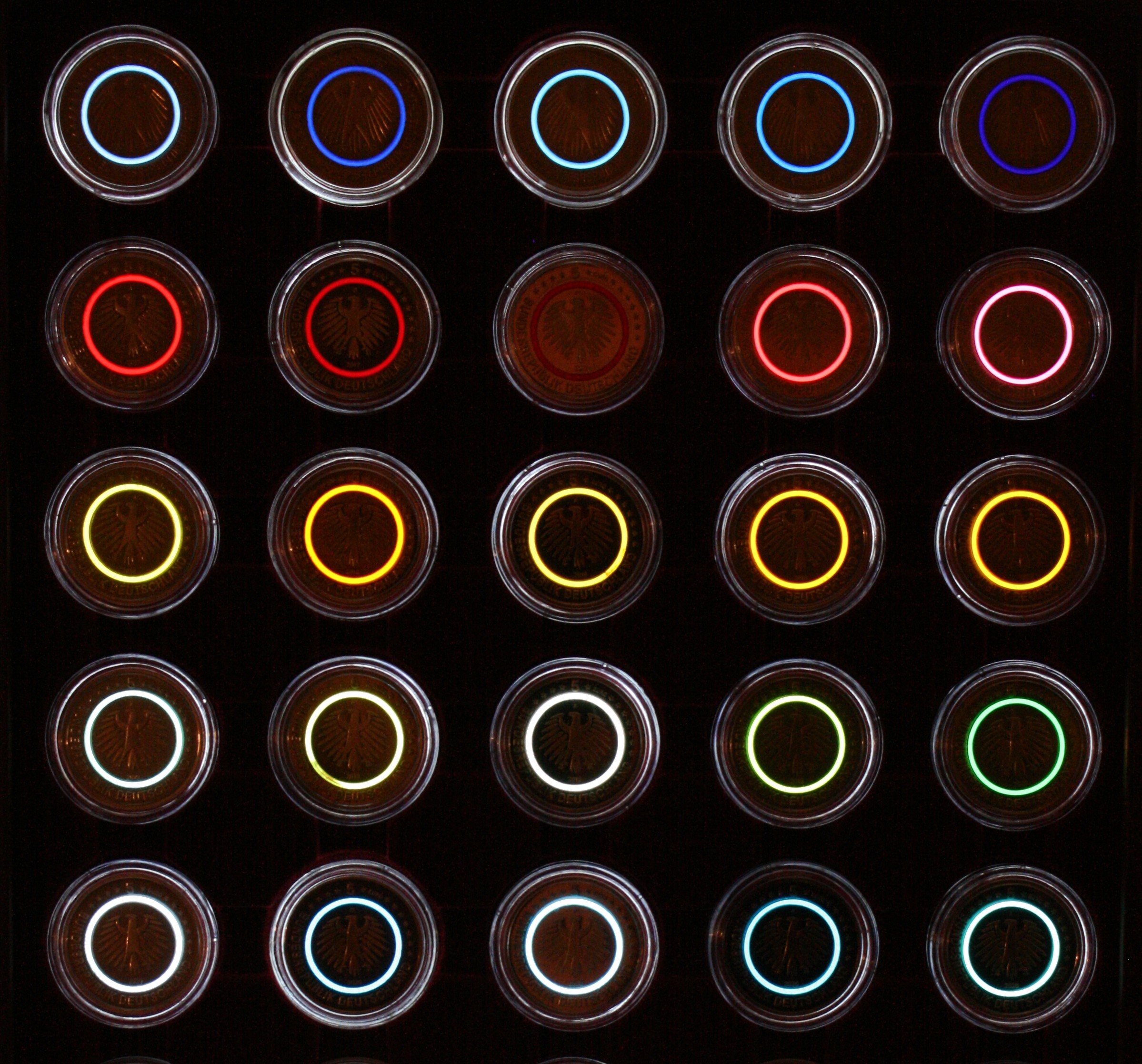
5-Euro-Deutschland, Farbe des Polymerrings; von oben nach unten die Jahre 2016–2020, von links nach rechts die Prägestätten A, D, F, G, J

##### 5-Euro-Gedenkmünzen
2016 wurde erstmals in Deutschland eine Gedenkmünze mit einem Nennwert von fünf Euro ausgegeben. Die Münze trägt den Titel „Planet Erde“ und setzt sich aus drei Komponenten zusammen: einem äußeren Ring, dem inneren Kern sowie einem dazwischenliegenden blauen Polymerring, der teilweise lichtdurchlässig ist und am Leibniz-Institut für Interaktive Materialien der RWTH Aachen entwickelt wurde.
Der äußere Ring wie auch der innere Kern bestehen aus unterschiedlichen Kupfer-Nickel-Legierungen. Die Masse beträgt 9,0 Gramm. Der Entwurf stammt von Stefan Klein. Diese Neuheit wird in allen fünf deutschen Prägeanstalten hergestellt, jede mit einem etwas anderen Blauton. Die Gesamtauflage beträgt 2.250.000 Münzen, davon 250.000 in Spiegelglanz. Ausgabetag war der 14. April 2016.
Im November 2016 beschloss die Bundesregierung aufgrund der großen Nachfrage an der neuen Münzart die Ausgabe einer fünfteiligen Serie an 5-Euro-Gedenkmünzen von 2017 bis 2021 mit dem Thema „Klimazonen der Erde“. Den Auftakt dieser Serie bildete die am 27. April 2017 emittierte Münze „Tropische Zone“. Die Münzen dieser Serie haben denselben Durchmesser und dieselbe Masse wie die 5-Euro-Gedenkmünze „Planet Erde“; sie unterscheiden sich lediglich durch ihr Motiv und die Farbe des Polymerrings, der eine Assoziation mit der jeweiligen Klimazone schaffen soll. Jede der fünf Münzstätten verwendet wiederum einen eigenen Farbton.
| Nennwert: 5 Euro Material: Kupfer-Nickel-Werkstoffe, Polymer-Ring – Durchmesser: 27,25 mm – Masse: 9,0 g – Rand: glatt mit Inschrift |                          |                    |                                       |                                                                   |                  |               |                           |                           |
| Bildseite | Wertseite                | Ausgabedatum       | Anlass/ Randschrift                   | Entwurf                                                           | Polymerringfarbe | Prägestätten  | Auflage (pro Prägestätte) | Auflage (pro Prägestätte) |
| Bildseite | Wertseite                | Ausgabedatum       | Anlass/ Randschrift                   | Entwurf                                                           | Polymerringfarbe | Prägestätten  | st a)                     | pp b)                     |
| Planet Erde Motivseite | Planet Erde Wertseite    | 14. April 2016     | Planet Erde BLAUER PLANET ERDE        | Stefan Klein und Olaf Neumann (Bildseite) Alina Hoyer (Wertseite) | blau             | A, D, F, G, J | 400.000                   | 50.000                    |
| Tropische Zone Motivseite | Tropische Zone Wertseite | 27. April 2017     | Tropische Zone KLIMAZONEN DER ERDE    | Stefanie Radtke                                                   | rot              | A, D, F, G, J | 400.000                   | 60.000                    |
| |                          | 19. April 2018     | Subtropische Zone KLIMAZONEN DER ERDE | Patrick Niesel (Bildseite) Stefanie Radtke (Wertseite)            | orange           | A, D, F, G, J | 600.000                   | 80.000                    |
| |                          | 19. September 2019 | Gemäßigte Zone KLIMAZONEN DER ERDE    | Peter Lasch (Bildseite) Stefanie Radtke (Wertseite)               | grün             | A, D, F, G, J | 600.000                   | 80.000                    |
| |                          | 10. September 2020 | Subpolare Zone KLIMAZONEN DER ERDE    | Natalie Tekampe (Bildseite) Stefanie Radtke (Wertseite)           | türkis           | A, D, F, G, J | 600.000                   | 80.000                    |
| |                          | 9. September 2021  | Polare Zone KLIMAZONEN DER ERDE       | Natalie Tekampe (Bildseite) Stefanie Radtke (Wertseite)           | violett          | A, D, F, G, J | 600.000                   | 80.000                    |

##### 10-Euro-Gedenkmünzen
Dreiteilige Serie „Luft bewegt“ 2019–2021
| Nennwert: 10 Euro Material: Kupfer-Nickel-Werkstoffe, Polymer-Ring – Durchmesser: 28,75 mm – Masse: 9,8 g – Rand: glatt mit Inschrift                                  |           |               |                                       |                                                        |                  |               |                           |                           |
| Bildseite | Wertseite | Ausgabedatum  | Anlass/ Randschrift                   | Entwurf                                                | Polymerringfarbe | Prägestätten  | Auflage (pro Prägestätte) | Auflage (pro Prägestätte) |
| Bildseite | Wertseite | Ausgabedatum  | Anlass/ Randschrift                   | Entwurf                                                | Polymerringfarbe | Prägestätten  | st                        | pp                        |
| |           | 4. April 2019 | Luft bewegt „In der Luft“ LUFT BEWEGT | Natalie Tekampe (Bildseite) Andre Witting (Wertseite)  | transparent      | A, D, F, G, J | 300.000                   | 50.000                    |
| Nennwert: 10 Euro Material: Kupfer-Nickel-Kern, äußerer Ring aus Rotbronze, Polymer-Ring – Durchmesser: 28,75 mm – Masse: 9,8 g – Rand: glatt ohne Struktur            |           |               |                                       |                                                        |                  |               |                           |                           |
| |           | 26. März 2020 | Luft bewegt „An Land“                 | Andre Witting (Bild- und Wertseite)                    | transparent      | A, D, F, G, J | 300.000                   | 50.000                    |
| Nennwert: 10 Euro Material: Kupfer-Nickel-Kern, Niob beschichteten Kupfer-Nickel-Ring, Polymer-Ring – Durchmesser: 28,75 mm – Masse: 9,8 g – Rand: glatt ohne Struktur |           |               |                                       |                                                        |                  |               |                           |                           |
| |           | 25. März 2021 | Luft bewegt „Auf dem Wasser“          | Daniel Engelberg (Bildseite) Andre Witting (Wertseite) | transparent      | A, D, F, G, J | 300.000                   | 50.000                    |

Im Jahr 2022 begann die fünfteilige Serie „Im Dienst der Gesellschaft“. Damit soll die Wertschätzung für Berufsgruppen zum Ausdruck gebracht werden.
| Nennwert: 10 Euro Material: Kupfer-Nickel-Werkstoffe, Polymer-Ring – Durchmesser: 28,75 mm – Masse: 9,8 g – Rand: glatt mit Inschrift |           |                |                                                                  |                                                         |                  |               |                           |                           |
| Bildseite | Wertseite | Ausgabedatum   | Anlass/ Randschrift                                              | Entwurf                                                 | Polymerringfarbe | Prägestätten  | Auflage (pro Prägestätte) | Auflage (pro Prägestätte) |
| Bildseite | Wertseite | Ausgabedatum   | Anlass/ Randschrift                                              | Entwurf                                                 | Polymerringfarbe | Prägestätten  | st                        | pp                        |
| |           | 7. April 2022  | Im Dienst der Gesellschaft „Pflege“ IM DIENST DER GESELLSCHAFT ● | Peter Lasch (Bildseite) Patrick Niesel (Wertseite)      | minttürkis       | A, D, F, G, J |                           |                           |
| |           | 11. Mai 2023   | Feuerwehr IM DIENST DER GESELLSCHAFT ●                           | Lorenz Crössmann (Bildseite) Patrick Niesel (Wertseite) | rot              | A, D, F, G, J |                           |                           |
| |           | 25. April 2024 | Polizei IM DIENST DER GESELLSCHAFT ●                             | Lorenz Crössmann (Bildseite) Patrick Niesel (Wertseite) | blau             | A, D, F, G, J |                           |                           |
| |           | 24. April 2025 | Technisches Hilfswerk IM DIENST DER GESELLSCHAFT ●               | Lorenz Crössmann (Bildseite) Patrick Niesel (Wertseite) | blau             | A, D, F, G, J |                           |                           |
| Folgende Münze ist geplant: |           |                |                                                                  |                                                         |                  |               |                           |                           |
| |           | April 2026     | Rettungsdienste IM DIENST DER GESELLSCHAFT ●                     | Anna Hrecka (Bildseite) Patrick Niesel (Wertseite)      | rot              | A, D, F, G, J |                           |                           |

Anmerkungen
1. ↑  Die Ausgabe der Normalprägungen wurde aufgrund der COVID-19-Pandemie auf den 10. September 2020 verschoben.
2. ↑  Die Ausgabe der Normalprägungen wurde aufgrund der COVID-19-Pandemie auf den 9. September 2021 verschoben.

#### Silbermünzen / Münzen in einer Kupfer-Nickel-Legierung

##### 5-Euro-Gedenkmünzen
Im Jahr 2022 begann die neunteilige Serie „Wunderwelt Insekten“. Sie legt das Augenmerk auf die heimische Insektenwelt. Die Münzen erscheinen mit einem Farbdruck.
| Nennwert: 5 Euro Material: Kupfer-Nickel-Werkstoffe, Farbdruck – Durchmesser: 27,25 mm – Masse: 9 g – Rand: glatt mit Inschrift |           |                    |                                                |                                                           |             |                  |                  |
| Bildseite | Wertseite | Ausgabedatum       | Anlass/ Randschrift                            | Entwurf                                                   | Prägestätte | Geprägte Auflage | Geprägte Auflage |
| Bildseite | Wertseite | Ausgabedatum       | Anlass/ Randschrift                            | Entwurf                                                   | Prägestätte | st               | pp               |
| |           | 24. November 2022  | Insektenreich WUNDERWELT INSEKTEN              | Jordi Truxa (Bildseite) Andre Witting (Wertseite)         | F           | 1.250.000        | 100.000          |
| |           | 9. März 2023       | Siebenpunkt-Marienkäfer WUNDERWELT INSEKTEN ·  | Anna Martha Napp (Bildseite) Andre Witting (Wertseite)    | A           | 1.250.000        | 50.000           |
| |           | 15. Juni 2023      | Schwalbenschwanz WUNDERWELT INSEKTEN ·         | Bastian Prillwitz (Bildseite) Andre Witting (Wertseite)   | G           | 1.250.000        | 50.000           |
| |           | 7. September 2023  | Rostrote Mauerbiene WUNDERWELT INSEKTEN ·      | Claudius Riedmiller (Bildseite) Andre Witting (Wertseite) | D           | 1.250.000        | 50.000           |
| |           | 9. November 2023   | Gebänderte Prachtlibelle WUNDERWELT INSEKTEN · | Detlef Behr (Bildseite) Andre Witting (Wertseite)         | J           | 1.250.000        | 50.000           |
| |           | 7. März 2024       | Grünes Heupferd WUNDERWELT INSEKTEN ·          | Patrick Niesel (Bildseite) Andre Witting (Wertseite)      | A           | 1.200.000        | 40.000           |
| |           | 13. Juni 2024      | Hainschwebfliege WUNDERWELT INSEKTEN ·         | Anna Martha Napp (Bildseite) Andre Witting (Wertseite)    | F           | 1.165.000        | 40.000           |
| |           | 26. September 2024 | Hirschkäfer WUNDERWELT INSEKTEN ·              | Detlef Behr (Bildseite) Andre Witting (Wertseite)         | D           | 1.165.000        | 38.000           |
| |           | 7. November 2024   | Steinhummel WUNDERWELT INSEKTEN ·              | Patrick Niesel (Bildseite) Andre Witting (Wertseite)      | J           | 1.165.000        | 38.000           |

Im Jahr 2026 soll die Serie „Erforschung des Weltraums“ starten. Die Münzen sollen mit einem Farbdruck erscheinen.
| Nennwert: 5 Euro Material: Kupfer-Nickel-Werkstoffe, Farbdruck – Durchmesser: 27,25 mm – Masse: 9 g – Rand: glatt mit Inschrift |           |              |                     |         |             |                  |                  |
| Bildseite | Wertseite | Ausgabedatum | Anlass/ Randschrift | Entwurf | Prägestätte | Geprägte Auflage | Geprägte Auflage |
| Bildseite | Wertseite | Ausgabedatum | Anlass/ Randschrift | Entwurf | Prägestätte | st               | pp               |
| Folgende Münze ist geplant: |           |              |                     |         |             |                  |                  |
| |           | 2026         | Ariane 6            |         |             |                  |                  |

##### 10-Euro-Gedenkmünzen
Am 1. Januar 2002 erfolgte die Umstellung der Währung in Deutschland von DM auf Euro. Seitdem wurden bis zum Jahr 2015 jährlich fünf Gedenkmünzen in jeweils einer der fünf deutschen Prägestätten ausgegeben; eine Ausnahme davon bildete der Jahrgang 2006 mit vier Motiven. Begonnen wurde diese Serie mit einer Münze anlässlich der Währungsumstellung. Von 2003 bis 2006 wurde zudem jährlich eine zusätzliche 10-Euro-Münze anlässlich der Fußball-Weltmeisterschaft 2006 in Deutschland geprägt. 2009 gab es eine zusätzliche 10-Euro-Münze anlässlich der Leichtathletik-Weltmeisterschaften 2009, 2010 eine anlässlich der Alpinen Skiweltmeisterschaften 2011 und 2011 eine anlässlich der Frauenfußball-Weltmeisterschaften 2011.
Alle bis 2010 geprägten 10-Euro-Münzen bestehen aus Sterlingsilber. Aus dem Münzgewicht von 18 g und der 925-er Legierung ergibt sich ein Feingewicht von 16,65 g. Somit beträgt der reine Silberwert dieser Münzen derzeit 17,27 Euro (Silberpreis vom 6. August 2025). Aufgrund der Gefahr, dass der Metallwert den Nennwert übersteigen könnte, wurde das Ausgabedatum der letzten beiden 10-Euro-Gedenkmünzen mit diesem hohen Silberanteil auf den 26. Oktober 2010 vorgezogen. Das Feingewicht von 16,65 Gramm Silber entspricht dem eines Vereinstalers von 1857.
Im Jahr 2011 wurde die erste 10-Euro-Gedenkmünzenausgabe zu Ehren von Franz Liszt mit einem auf 62,5 % reduzierten Silbergehalt und einem auf 16 g reduzierten Münzgewicht herausgegeben, bei dem das Feingewicht nur noch 10 g Silber betrug. Die weiteren Ausgaben wurden in der Normalausführung in einer Kupfer-Nickel-Legierung, in der Spiegelglanzausführung weiterhin in einer Legierung mit einem Silberanteil von 62,5 % herausgegeben.
Diese Münzen waren in der üblichen Stempelglanz-Ausführung (st) bei vielen Sparkassen und einigen Banken in Deutschland erhältlich; die Postbank bildete dabei eine Ausnahme. Für Sammler wurde von jedem Motiv eine Teilauflage in der Qualität Spiegelglanz (sp) hergestellt. Diese Variante war anfangs nur bei der Bundeswertpapierverwaltung zu erhalten, 2006 übernahm die Deutsche Post die Aufgaben der Verkaufsstelle für die Sammlermünzen der Bundesrepublik Deutschland und versendet alle Münzen über ihr Versandzentrum in Weiden in der Oberpfalz. Einige Münzkataloge bewerten die Ausgaben in Spiegelglanz anders als die offiziellen Bekanntmachungen der Bundesregierung als Polierte Platte (PP). Neben den Einzelmünzen stellt die Verkaufsstelle für Sammlermünzen in jedem Jahr eine Kollektion als Gedenkmünzensatz von allen Silbermünzen dieses Jahrganges in Spiegelglanz zusammen.
| Nennwert: 10 Euro (50 Stück; ausgegeben von 2002 bis 2010) Material: 92,5 % Feinsilber, 7,5 % Kupfer – Durchmesser: 32,5 mm – Masse: 18 g |                                             |                                               | | |                                    |                |                  |                  |
| Abbildung | Abbildung                                   | Ausgabe- datum                                | Anlass Randschrift                                                                                                | Anlass Randschrift                                                                                                | Entwurf                            | Prägestätte(n) | Geprägte Auflage | Geprägte Auflage |
| Bildseite | Wertseite                                   | Ausgabe- datum                                | Anlass Randschrift                                                                                                | Anlass Randschrift                                                                                                | Entwurf                            | Prägestätte(n) | st               | sp               |
| |                                             | 23. Januar 2002                               | Übergang zur Währungsunion – Einführung des Euro IM ZEICHEN DER EINIGUNG EUROPAS                                  | Übergang zur Währungsunion – Einführung des Euro IM ZEICHEN DER EINIGUNG EUROPAS                                  | Erich Ott                          | F              | 2.000.000        | 400.000          |
| |                                             | 14. Februar 2002                              | 100 Jahre U-Bahn in Deutschland HISTORISCH UND ZUKUNFTSWEISEND                                                    | 100 Jahre U-Bahn in Deutschland HISTORISCH UND ZUKUNFTSWEISEND                                                    | Bodo Broschat                      | D              | 2.000.000        | 400.000          |
| |                                             | 2. Mai 2002                                   | Kunstausstellung documenta Kassel Das Wort „Kunst“ in verschiedenen Sprachen                                      | Kunstausstellung documenta Kassel Das Wort „Kunst“ in verschiedenen Sprachen                                      | František Chochola                 | J              | 2.000.000        | 300.000          |
| |                                             | 8. August 2002                                | Museumsinsel Berlin FREISTÄTTE FÜR KUNST UND WISSENSCHAFT                                                         | Museumsinsel Berlin FREISTÄTTE FÜR KUNST UND WISSENSCHAFT                                                         | František Chochola                 | A              | 2.000.000        | 280.000          |
| |                                             | 7. November 2002                              | 50 Jahre Deutsches Fernsehen INFORMATION BILDUNG UNTERHALTUNG                                                     | 50 Jahre Deutsches Fernsehen INFORMATION BILDUNG UNTERHALTUNG                                                     | Jordi Truxa                        | G              | 2.000.000        | 290.000          |
| |                                             | 10. April 2003                                | 100 Jahre Deutsches Museum München SAMMELN · AUSSTELLEN · FORSCHEN · BILDEN                                       | 100 Jahre Deutsches Museum München SAMMELN · AUSSTELLEN · FORSCHEN · BILDEN                                       | Victor Huster                      | D              | 2.050.000        | 350.000          |
| |                                             | 8. Mai 2003                                   | 200. Geburtstag des Chemikers Justus von Liebig FORSCHEN · LEHREN · ANWENDEN                                      | 200. Geburtstag des Chemikers Justus von Liebig FORSCHEN · LEHREN · ANWENDEN                                      | Bodo Broschat                      | J              | 2.050.000        | 350.000          |
| |                                             | 5. Juni 2003                                  | FIFA Fußball-Weltmeisterschaft Deutschland 2006 – 1. Ausgabe 2003 DIE WELT ZU GAST BEI FREUNDEN A · D · F · G · J | FIFA Fußball-Weltmeisterschaft Deutschland 2006 – 1. Ausgabe 2003 DIE WELT ZU GAST BEI FREUNDEN A · D · F · G · J | Lucia Maria Hardegen und Erich Ott | A, D, F, G, J  | 3.550.000        | 400.000          |
| |                                             | 12. Juni 2003                                 | 50 Jahre Volksaufstand 17. Juni 1953 ERINNERUNG AN DEN VOLKSAUFSTAND IN DER DDR                                   | 50 Jahre Volksaufstand 17. Juni 1953 ERINNERUNG AN DEN VOLKSAUFSTAND IN DER DDR                                   | Hans J. Dobler                     | A              | 2.050.000        | 350.000          |
| |                                             | 10. Juli 2003                                 | Industrielandschaft Ruhrgebiet RUHRPOTT KULTURLANDSCHAFT                                                          | Industrielandschaft Ruhrgebiet RUHRPOTT KULTURLANDSCHAFT                                                          | Hans J. Dobler                     | F              | 2.050.000        | 350.000          |
| |                                             | 13. November 2003                             | 200. Geburtstag des Baumeisters Gottfried Semper ARCHITEKT · FORSCHER · KOSMOPOLIT · DEMOKRAT                     | 200. Geburtstag des Baumeisters Gottfried Semper ARCHITEKT · FORSCHER · KOSMOPOLIT · DEMOKRAT                     | Michael Otto                       | G              | 2.050.000        | 350.000          |
| |                                             | 5. Februar 2004                               | FIFA Fußball-Weltmeisterschaft Deutschland 2006 – 2. Ausgabe 2004 DIE WELT ZU GAST BEI FREUNDEN A · D · F · G · J | FIFA Fußball-Weltmeisterschaft Deutschland 2006 – 2. Ausgabe 2004 DIE WELT ZU GAST BEI FREUNDEN A · D · F · G · J | Lucia Maria Hardegen und Erich Ott | A, D, F, G, J  | 4.000.000        | 400.000          |
| |                                             | 7. April 2004                                 | Bauhaus Dessau KUNST · TECHNIK · LEHRE                                                                            | Bauhaus Dessau KUNST · TECHNIK · LEHRE                                                                            | Heinz Hoyer                        | A              | 1.800.000        | 300.000          |
| |                                             | 6. Mai 2004                                   | Erweiterung der Europäischen Union FREUDE SCHÖNER GÖTTERFUNKEN                                                    | Erweiterung der Europäischen Union FREUDE SCHÖNER GÖTTERFUNKEN                                                    | Aase Thorsen                       | G              | 1.800.000        | 300.000          |
| |                                             | 3. Juni 2004                                  | Nationalparke Wattenmeer MEERESGRUND TRIFFT HORIZONT                                                              | Nationalparke Wattenmeer MEERESGRUND TRIFFT HORIZONT                                                              | Dietrich Dorfstecher               | J              | 1.800.000        | 300.000          |
| |                                             | 9. September 2004                             | 200. Geburtstag des Dichters Eduard Mörike OHNE DAS SCHÖNE · WAS SOLL DER GEWINN                                  | 200. Geburtstag des Dichters Eduard Mörike OHNE DAS SCHÖNE · WAS SOLL DER GEWINN                                  | Erich Ott                          | F              | 1.800.000        | 300.000          |
| |                                             | 4. November 2004                              | Columbus – Europas Labor für die Internationale Raumstation ISS RAUMFAHRT VERBINDET DIE WELT                      | Columbus – Europas Labor für die Internationale Raumstation ISS RAUMFAHRT VERBINDET DIE WELT                      | František Chochola                 | D              | 1.800.000        | 300.000          |
| |                                             | 10. Februar 2005                              | FIFA Fußball-Weltmeisterschaft Deutschland 2006 – 3. Ausgabe 2005 DIE WELT ZU GAST BEI FREUNDEN A · D · F · G · J | FIFA Fußball-Weltmeisterschaft Deutschland 2006 – 3. Ausgabe 2005 DIE WELT ZU GAST BEI FREUNDEN A · D · F · G · J | Lucia Maria Hardegen               | A, D, F, G, J  | 4.000.000        | 400.000          |
| Bayerischer Wald Bildseite | Bayerischer Wald Wertseite                  | 7. April 2005                                 | Nationalpark Bayerischer Wald GRENZENLOSE WALDWILDNIS                                                             | Nationalpark Bayerischer Wald GRENZENLOSE WALDWILDNIS                                                             | Bodo Broschat                      | D              | 1.800.000        | 300.000          |
| |                                             | 12. Mai 2005                                  | 200. Todestag des Dichters Friedrich von Schiller ERNST IST DAS LEBEN · HEITER IST DIE KUNST                      | 200. Todestag des Dichters Friedrich von Schiller ERNST IST DAS LEBEN · HEITER IST DIE KUNST                      | Carsten Theumer                    | G              | 1.800.000        | 300.000          |
| |                                             | 7. Juli 2005                                  | Albert Einstein – 100 Jahre Relativität, Atome, Quanten NICHT AUFHÖREN ZU FRAGEN                                  | Albert Einstein – 100 Jahre Relativität, Atome, Quanten NICHT AUFHÖREN ZU FRAGEN                                  | Heinz Hoyer                        | J              | 1.800.000        | 300.000          |
| |                                             | 8. September 2005                             | 1200 Jahre Magdeburg MAGADOBURG 805 – MAGDEBURG 2005                                                              | 1200 Jahre Magdeburg MAGADOBURG 805 – MAGDEBURG 2005                                                              | Heinz Hoyer                        | A              | 1.800.000        | 300.000          |
| |                                             | 3. November 2005                              | 100 Jahre Friedensnobelpreis – Bertha von Suttner EIPHNH PAX FRIEDEN EIPHNH PAX FRIEDEN                           | 100 Jahre Friedensnobelpreis – Bertha von Suttner EIPHNH PAX FRIEDEN EIPHNH PAX FRIEDEN                           | Bodo Broschat                      | F              | 1.800.000        | 300.000          |
| |                                             | 2. Januar 2006                                | 250. Geburtstag Wolfgang Amadeus Mozart MOZART – DIE WELT HAT EINEN SINN                                          | 250. Geburtstag Wolfgang Amadeus Mozart MOZART – DIE WELT HAT EINEN SINN                                          | Jordi Truxa                        | D              | 1.600.000        | 300.000          |
| |                                             | 9. Februar 2006                               | FIFA Fußball-Weltmeisterschaft Deutschland 2006 – 4. Ausgabe 2006 DIE WELT ZU GAST BEI FREUNDEN A · D · F · G · J | FIFA Fußball-Weltmeisterschaft Deutschland 2006 – 4. Ausgabe 2006 DIE WELT ZU GAST BEI FREUNDEN A · D · F · G · J | Lucia Maria Hardegen und Erich Ott | A, D, F, G, J  | 4.000.000        | 400.000          |
| |                                             | 2. März 2006                                  | 225. Geburtstag Karl Friedrich Schinkel 1781–1841 DER MENSCH BILDE SICH IN ALLEM SCHÖN                            | 225. Geburtstag Karl Friedrich Schinkel 1781–1841 DER MENSCH BILDE SICH IN ALLEM SCHÖN                            | Axel Bertram                       | F              | 1.600.000        | 300.000          |
| |                                             | 24. August 2006                               | 800 Jahre Dresden 1206 1485 1547 1697 1832 1945 1989 2006                                                         | 800 Jahre Dresden 1206 1485 1547 1697 1832 1945 1989 2006                                                         | Heinz Hoyer                        | A              | 1.600.000        | 300.000          |
| |                                             | 7. September 2006                             | 650 Jahre Städtehanse WANDEL DURCH HANDEL – VON DER HANSE NACH EUROPA                                             | 650 Jahre Städtehanse WANDEL DURCH HANDEL – VON DER HANSE NACH EUROPA                                             | Erich Ott                          | J              | 1.600.000        | 300.000          |
| 2007 50 Jahre Bundesland Saarland Bildseite | 2007 50 Jahre Bundesland Saarland Wertseite | 18. Januar 2007                               | 50 Jahre Bundesland Saarland DEUTSCHLAND FRANKREICH EUROPA                                                        | 50 Jahre Bundesland Saarland DEUTSCHLAND FRANKREICH EUROPA                                                        | Erika Binz-Blanke                  | G              | 1.600.000        | 300.000          |
| |                                             | 1. März 2007                                  | 50 Jahre Römische Verträge EUROPÄISCHE UNION · IN VIELFALT GEEINT                                                 | 50 Jahre Römische Verträge EUROPÄISCHE UNION · IN VIELFALT GEEINT                                                 | Carsten Mahn                       | F              | 1.600.000        | 300.000          |
| |                                             | 14. Juni 2007                                 | 175. Geburtstag Wilhelm Busch WER RUDERT, SIEHT DEN GRUND NICHT                                                   | 175. Geburtstag Wilhelm Busch WER RUDERT, SIEHT DEN GRUND NICHT                                                   | Othmar Kukula                      | D              | 1.600.000        | 300.000          |
| 2007 Deutsche Bundesbank | 2007 Deutsche Bundesbank                    | 9. August 2007                                | 50 Jahre Deutsche Bundesbank PREISSTABILITÄT GEWÄHRLEISTEN                                                        | 50 Jahre Deutsche Bundesbank PREISSTABILITÄT GEWÄHRLEISTEN                                                        | Susanne Kraißer                    | J              | 1.600.000        | 300.000          |
| |                                             | 8. November 2007                              | 800. Geburtstag Elisabeth von Thüringen WIR SOLLEN DIE MENSCHEN FROH MACHEN                                       | 800. Geburtstag Elisabeth von Thüringen WIR SOLLEN DIE MENSCHEN FROH MACHEN                                       | Barbara Ruppel                     | A              | 1.600.000        | 300.000          |
| |                                             | 7. Februar 2008                               | 200. Geburtstag Carl Spitzweg ACH, DIE VERGANGENHEIT IST SCHÖN                                                    | 200. Geburtstag Carl Spitzweg ACH, DIE VERGANGENHEIT IST SCHÖN                                                    | Hannes Dauer                       | D              | 1.500.000        | 260.000          |
| 150. Geburtstag Max Planck Motivseite | 150. Geburtstag Planck Wertseite            | 10. April 2008                                | 150. Geburtstag Max Planck DEM ANWENDEN MUSS DAS ERKENNEN VORAUSGEHEN                                             | 150. Geburtstag Max Planck DEM ANWENDEN MUSS DAS ERKENNEN VORAUSGEHEN                                             | Michael Otto                       | F              | 1.500.000        | 260.000          |
| Franz Kafka Motivseite | Franz Kafka Wertseite                       | 10. Juli 2008                                 | 125. Geburtstag Franz Kafka EIN KÄFIG GING EINEN VOGEL SUCHEN                                                     | 125. Geburtstag Franz Kafka EIN KÄFIG GING EINEN VOGEL SUCHEN                                                     | František Chochola                 | G              | 1.500.000        | 260.000          |
| Gorch Fock Motivseite |                                             | 7. August 2008                                | 50 Jahre Gorch Fock SEEFAHRT IST NOT                                                                              | 50 Jahre Gorch Fock SEEFAHRT IST NOT                                                                              | František Chochola                 | J              | 1.500.000        | 260.000          |
| |                                             | 9. Oktober 2008                               | Himmelsscheibe von Nebra DER GESCHMIEDETE HIMMEL IM HERZEN EUROPAS                                                | Himmelsscheibe von Nebra DER GESCHMIEDETE HIMMEL IM HERZEN EUROPAS                                                | Bodo Broschat                      | A              | 1.500.000        | 260.000          |
| |                                             | 9. April 2009                                 | IAAF Leichtathletik-WM Berlin 2009 SPORT BEWEGT DIE WELT A D F G J                                                | IAAF Leichtathletik-WM Berlin 2009 SPORT BEWEGT DIE WELT A D F G J                                                | Bodo Broschat                      | A, D, F, G, J  | 1.690.000        | 200.000          |
| Keplersche Gesetze Motivseite | Keplersche Gesetze Wertseite                | 7. Mai 2009                                   | 400 Jahre Keplersche Gesetze ASTRONOMIA NOVA – WENDE ZUR HIMMELSMECHANIK                                          | 400 Jahre Keplersche Gesetze ASTRONOMIA NOVA – WENDE ZUR HIMMELSMECHANIK                                          | Ulrich Böhme                       | F              | 1.643.000        | 200.000          |
| |                                             | 4. Juni 2009                                  | 100 Jahre Internationale Luftfahrtausstellung FASZINATION FLIEGEN · TRADITION · INNOVATION                        | 100 Jahre Internationale Luftfahrtausstellung FASZINATION FLIEGEN · TRADITION · INNOVATION                        | Bodo Broschat                      | D              | 1.650.000        | 200.000          |
| |                                             | 9. Juli 2009                                  | 600 Jahre Universität Leipzig AUS TRADITION GRENZEN ÜBERSCHREITEN                                                 | 600 Jahre Universität Leipzig AUS TRADITION GRENZEN ÜBERSCHREITEN                                                 | Dietrich Dorfstecher               | A              | 1.613.000        | 200.000          |
| |                                             | 13. August 2009                               | 100 Jahre Jugendherbergen BEGEGNUNG GEMEINSCHAFT TOLERANZ                                                         | 100 Jahre Jugendherbergen BEGEGNUNG GEMEINSCHAFT TOLERANZ                                                         | Hans J. Dobler                     | G              | 1.610.000        | 200.000          |
| Dönhoff Bildseite |                                             | 30. November 2009                             | 100. Geburtstag Marion Gräfin Dönhoff LIEBEN OHNE ZU BESITZEN                                                     | 100. Geburtstag Marion Gräfin Dönhoff LIEBEN OHNE ZU BESITZEN                                                     | Christian Höpfner                  | J              | 1.600.000        | 200.000          |
| |                                             | 6. Mai 2010                                   | 200. Geburtstag des Komponisten Robert Schumann TÖNE SIND HÖHERE WORTE                                            | 200. Geburtstag des Komponisten Robert Schumann TÖNE SIND HÖHERE WORTE                                            | Christian Höpfner                  | J              | 1.700.000        | 182.900          |
| |                                             | 10. Juni 2010                                 | 100. Geburtstag Konrad Zuse KONRAD ZUSE – VISIONÄR ZWISCHEN NULL UND EINS                                         | 100. Geburtstag Konrad Zuse KONRAD ZUSE – VISIONÄR ZWISCHEN NULL UND EINS                                         | Heinz Hoyer                        | G              | 1.706.000        | 182.900          |
| |                                             | 8. Juli 2010                                  | 300 Jahre Porzellanherstellung in Deutschland ZAUBER DER ZERBRECHLICHKEIT                                         | 300 Jahre Porzellanherstellung in Deutschland ZAUBER DER ZERBRECHLICHKEIT                                         | Ulrich Böhme                       | F              | 1.520.000        | 182.900          |
| |                                             | 2. September 2010                             | 20 Jahre Deutsche Einheit EINIGKEIT UND RECHT UND FREIHEIT                                                        | 20 Jahre Deutsche Einheit EINIGKEIT UND RECHT UND FREIHEIT                                                        | Erich Ott                          | A              | 2.100.000        | 184.200          |
| |                                             | 26. Oktober 2010                              | 175 Jahre Eisenbahn in Deutschland AUF VEREINTEN GLEISEN ★ 1835-2010 ★                                            | 175 Jahre Eisenbahn in Deutschland AUF VEREINTEN GLEISEN ★ 1835-2010 ★                                            | Bodo Broschat                      | D              | 2.000.000        | 186.000          |
| |                                             | 26. Oktober 2010                              | FIS-ALPINE SKI WM 2011 Garmisch-Partenkirchen FESTSPIELE IM SCHNEE ٭ A D F G J ٭                                  | FIS-ALPINE SKI WM 2011 Garmisch-Partenkirchen FESTSPIELE IM SCHNEE ٭ A D F G J ٭                                  | Bodo Broschat                      | A, D, F, G, J  | 2.000.000        | 209.100          |
| Nennwert: 10 Euro (1 Stück; ausgegeben 2011) Material: 62,5 % Feinsilber, 37,5 % Kupfer – Durchmesser: 32,5 mm – Masse: 16 g |                                             |                                               | | |                                    |                |                  |                  |
| Abbildung | Abbildung                                   | Ausgabe- datum                                | Anlass Randschrift                                                                                                | Anlass Randschrift                                                                                                | Entwurf                            | Prägestätte    | Geprägte Auflage | Geprägte Auflage |
| Bildseite | Wertseite                                   | Ausgabe- datum                                | Anlass Randschrift                                                                                                | Anlass Randschrift                                                                                                | Entwurf                            | Prägestätte    | st               | sp               |
| |                                             | 3. Februar 2011                               | 200. Geburtstag Franz Liszt GENIE OBLIGE – GENIE VERPFLICHTET                                                     | 200. Geburtstag Franz Liszt GENIE OBLIGE – GENIE VERPFLICHTET                                                     | Michael Otto                       | G              | 2.187.000        | 178.000          |
| Nennwert: 10 Euro (25 Stück; ausgegeben von 2011 bis 2015) Normalprägung (st): Material: 75 % Kupfer, 25 % Nickel – Durchmesser: 32,5 mm – Masse: 14 g Spiegelglanz (sp): Material: 62,5 % Feinsilber, 37,5 % Kupfer – Durchmesser: 32,5 mm – Masse: 16 g |                                             |                                               | | |                                    |                |                  |                  |
| Abbildung | Abbildung                                   | Ausgabe- datum                                | Anlass Randschrift                                                                                                | Ausgabepreis Spiegelglanz                                                                                         | Entwurf                            | Prägestätte(n) | Geprägte Auflage | Geprägte Auflage |
| Bildseite | Wertseite                                   | Ausgabe- datum                                | Anlass Randschrift                                                                                                | Ausgabepreis Spiegelglanz                                                                                         | Entwurf                            | Prägestätte(n) | st               | sp               |
| |                                             | 9. Juni 2011 (sp) 3. November 2011 (st)       | 125 Jahre Automobil WAS UNS BEWEGT                                                                                | 19,23 € | Jordi Truxa                        | F              | 1.881.000        | 223.000          |
| |                                             | 9. Juni 2011 (sp) 7. Oktober 2011 (st)        | Frauenfußball-WM in Deutschland - DIE ZUKUNFT DES FUSSBALLS IST WEIBLICH -                                        | 19,23 € | Alina Hoyer                        | A, D, F, G, J  | 1.989.000        | 235.000          |
| |                                             | 14. Juli 2011 (sp) 15. Dezember 2011 (st)     | 500 Jahre Till Eulenspiegel ·SO BIN ICH DOCH HIE GEWESEN·                                                         | 19,68 € | Friedrich Brenner                  | D              | 1.800.000        | 223.000          |
| |                                             | 11. August 2011 (sp) 1. Dezember 2011 (st)    | 150 Jahre Entdeckung des Urvogels Archaeopteryx ARCHAEOPTERYX – ZEUGE DER EVOLUTION                               | 19,87 € | Barbara Ruppel                     | A              | 1.870.000        | 223.000          |
| |                                             | 15. September 2011 (sp) 1. Dezember 2011 (st) | 100 Jahre Hamburger Elbtunnel - VERBINDUNG VON STADT UND HAFEN -                                                  | 21,03 € | Herwig Otto                        | J              | 1.900.000        | 223.000          |
| Friedrich II. Bildseite | Friedrich II. Wertseite                     | 9. Februar 2012                               | 300. Geburtstag Friedrich II. MICH MEINEN MITBÜRGERN NÜTZLICH ERWEISEN                                            | 19,61 € | Erich Ott                          | A              | 1.727.000        | 230.000          |
| Welthungerhilfe Bildseite | Welthungerhilfe Wertseite                   | 12. April 2012                                | 50 Jahre Welthungerhilfe HILFE ZUR SELBSTHILFE                                                                    | 19,01 € | Elena Gerber                       | G              | 1.579.000        | 220.000          |
| Grimms Märchen Bildseite | Grimms Märchen Wertseite                    | 14. Juni 2012                                 | 200 Jahre Grimms Märchen aus der Serie „Grimms Märchen“ UND WENN SIE NICHT GESTORBEN SIND …                       | 18,62 € | Christian Höpfner                  | F              | 1.488.000        | 220.000          |
| Nationalbibliothek Bildseite | Nationalbibliothek Wertseite                | 13. September 2012                            | 100 Jahre Deutsche Nationalbibliothek – BÜCHER SIND DER EINGANG ZUR WELT –                                        | 19,75 € | Victor Huster                      | D              | 1.436.500        | 210.000          |
| 150. Geburtstag Gerhart Hauptmann Bildseite | 150. Geburtstag Gerhart Hauptmann Wertseite | 8. November 2012                              | 150. Geburtstag Gerhart Hauptmann A JEDER MENSCH HAT HALT 'NE SEHNSUCHT                                           | 19,38 € | Jordi Truxa                        | J              | 1.432.000        | 200.000          |
| Schneewittchen Motivseite | Schneewittchen Wertseite                    | 21. März 2013                                 | Schneewittchen aus der Serie „Grimms Märchen“ SPIEGLEIN, SPIEGLEIN AN DER WAND …                                  | 18,38 € | Bastian Prillwitz                  | J              | 1.292.000        | 200.000          |
| Rotes Kreuz Bildseite | Rotes Kreuz Wertseite                       | 11. April 2013                                | 150 Jahre Rotes Kreuz AUS LIEBE ZUM MENSCHEN                                                                      | 18,00 € | Bodo Broschat                      | A              | 1.297.000        | 200.000          |
| Richard Wagner Bildseite | Richard Wagner Wertseite                    | 22. Mai 2013                                  | 200. Geburtstag Richard Wagner WANDEL UND WECHSEL LIEBT, WER LEBT                                                 | 16,70 € | Erich Ott                          | D              | 1.255.000        | 210.000          |
| Georg Büchner Bildseite | Georg Büchner Wertseite                     | 10. Oktober 2013                              | 200. Geburtstag Georg Büchner ICH BIN SO JUNG UND DIE WELT IST SO ALT                                             | 16,33 € | Eugen Ruhl                         | F              | 1.283.500        | 200.000          |
| Heinrich Hertz Bildseite | Heinrich Hertz Wertseite                    | 21. November 2013                             | 125 Jahre Strahlen elektrischer Kraft – Heinrich Hertz LICHT IST EINE ELEKTRISCHE ERSCHEINUNG                     | 15,85 € | Othmar Kukula                      | G              | 1.270.500        | 200.000          |
| Hänsel und Gretel Bildseite | Hänsel und Gretel Wertseite                 | 6. Februar 2014                               | Hänsel und Gretel aus der Serie „Grimms Märchen“ KNUPER, KNUPER, KNEISCHEN …                                      | 17,45 € | Marianne Dietz                     | G              | 1.220.000        | 195.000          |
| Gottfried Schadow Bildseite | Gottfried Schadow Wertseite                 | 8. Mai 2014                                   | 250. Geburtstag Johann Gottfried Schadow LUST HABEN WIR KÜNSTLER NUR ZU UNSERER ARBEIT                            | 17,29 € | Bodo Broschat                      | A              | 1.185.000        | 195.000          |
| Richard Strauss Bildseite | Richard Strauss Wertseite                   | 5. Juni 2014                                  | 150. Geburtstag Richard Strauss TON UND WORT SIND BRUDER UND SCHWESTER                                            | 17,17 € | Erich Ott                          | D              | 1.202.000        | 185.000          |
| 600 Jahre Konstanzer Konzil Bildseite | 600 Jahre Konstanzer Konzil Wertseite       | 3. Juli 2014                                  | 600 Jahre „Konstanzer Konzil“ PRO UNIONE AC REFORMATIONE ECCLESIAE                                                | 17,79 € | Katrin Pannicke                    | F              | 1.186.000        | 185.000          |
| 300 Jahre Fahrenheit-Skala Bildseite | 300 Jahre Fahrenheit-Skala Wertseite        | 6. November 2014                              | 300 Jahre „Fahrenheit-Skala“ EIN MEILENSTEIN DER MESSTECHNIK                                                      | 16,70 € | Victor Huster                      | J              | 1.133.000        | 185.000          |
| Dornröschen Bildseite | Dornröschen Wertseite                       | 12. Februar 2015                              | Dornröschen aus der Serie „Grimms Märchen“ EIN HUNDERTJÄHRIGER TIEFER SCHLAF                                      | 18,50 € | Marianne Dietz                     | D              | 1.103.000        | 180.000          |
| Bismarck Bildseite | Bismarck Wertseite                          | 26. März 2015                                 | 200. Geburtstag Otto von Bismarck DIE POLITIK IST DIE LEHRE VOM MÖGLICHEN                                         | 18,50 € | Michael Otto                       | A              | 1.078.000        | 180.000          |
| Rettung Schiffbrüchiger Bildseite | Rettung Schiffbrüchiger Wertseite           | 7. Mai 2015                                   | 150 Jahre Deutsche Gesellschaft zur Rettung Schiffbrüchiger FREIWILLIG UNABHÄNGIG SPENDENFINANZIERT               | 18,50 € | Joachim Dimanski                   | J              | 1.068.000        | 175.000          |
| 1000 Jahre Leipzig Bildseite | 1000 Jahre Leipzig Wertseite                | 2. Juli 2015                                  | 1000 Jahre Leipzig BÜRGERSINN BÜRGERFLEISS BÜRGERSTOLZ                                                            | 18,50 € | Anne Karen Hentschel               | F              | 1.054.000        | 175.000          |
| Lucas Cranach der Jüngere Bildseite | Lucas Cranach der Jüngere Wertseite         | 1. Oktober 2015                               | 500. Geburtstag Lucas Cranach der Jüngere DEM FUERTREFFLICHEN MALER                                               | 18,50 € | Erich Ott                          | G              | 1.032.000        | 175.000          |
| Im April 2015 hat die Bundesregierung beschlossen, die Prägung von 10-Euro-Gedenkmünzen einzustellen und ab 2016 durch 20-Euro-Silbermünzen zu ersetzen.                                                                                                  |                                             |                                               | | |                                    |                |                  |                  |

Anmerkungen
1. ↑  Die Randschrift in verschiedenen Sprachen Die Randschrift der ersten deutschen Euro-Gedenkmünzenausgabe, bei der auch andere Sprachen als Deutsch und nichtlateinische Schriftzeichen verwendet wurden:
  - Deutsch: KUNST
  - Englisch/Französisch: ART
  - Hindi: कला
  - Maori: TOI
  - Jiddisch: קונסט
  - Russisch: ИСКУССТВО
  - Arabisch: فن (fehlerhaft als ف‌ن geschrieben)
  - Igbo: NKA
  - Chinesisch: 艺 术
2. 1 2 3 4  Zwei „Fußballmünzen“: Die obere wurde in Stuttgart, die untere in Karlsruhe geprägt Ursprünglich wurde die Prägestätte der Münzen zum Thema FIFA Fußball-Weltmeisterschaft Deutschland 2006 nicht bekannt gegeben. Der Ort der Herstellung ist jedoch gleich wie bei den deutschen 2-Euro-Münzen in der Randinschrift codiert: der Satz DIE WELT ZU GAST BEI FREUNDEN enthält fünfmal den Buchstaben E; es gibt fünf Prägeanstalten in Deutschland. Ein um die Hälfte verkürzter Mittelbalken des E kennzeichnet den Hersteller:

  - DIE WELT ZU GAST BEI FREUNDEN: Berlin (A)
  - DIE WELT ZU GAST BEI FREUNDEN: München (D)
  - DIE WELT ZU GAST BEI FREUNDEN: Stuttgart (F)
  - DIE WELT ZU GAST BEI FREUNDEN: Karlsruhe (G)
  - DIE WELT ZU GAST BEI FREUNDEN: Hamburg (J)

Für das Jahr 2006 gab es für die Qualitätsstufe Spiegelglanz nur die Prägestätte „G“ für Karlsruhe. Dies wurde in Sammlerkreisen teilweise negativ bewertet. Komplettsammler der Fußballmünzen mussten bisher jeweils zehn Exemplare besitzen, je Prägestätte eines mit normaler und eines mit kopfstehender Randschrift; einige Sammelalben haben deshalb nicht füllbare Lücken.

Die Kennzeichnung der Prägestätte durch einen verkürzten Mittelbalken eines der Buchstaben E in EINIGKEIT UND RECHT UND FREIHEIT gab es schon bei den 5-DM-Umlaufmünzen, obwohl dort die Prägestätte auf der Wertseite vorhanden war. Auch bei den deutschen 2-Euro-Münzen ist dies so gehandhabt, dort allerdings umgekehrt: vier E haben einen verkürzten Mittelbalken, das E der Prägestätte drei gleich lange Balken.
3. 1 2 3  Bisher wurden nach einer Pressemitteilung des Bundesministeriums der Finanzen drei dieser Münzen durch den amerikanischen Fachverlag Krause Publications ausgezeichnet:[116]
  - 2005: FIFA Fußball-Weltmeisterschaft Deutschland 2006 (Entwurf: Lucia Maria Hardegen)
  - 2005: Albert Einstein – 100 Jahre Relativität, Atome, Quanten (Entwurf: Heinz Hoyer)
  - 2008: 125. Geburtstag des Schriftstellers Franz Kafka (Entwurf: František Chochola)
4. ↑  Das Münzzeichen ist in der Randschrift SPORT BEWEGT DIE WELT A D F G J als Morsezeichen für den entsprechenden Buchstaben kodiert:
  • − Berlin (A),
  − • • München (D),
  • • − • Stuttgart (F),
  − − • Karlsruhe (G),
  • − − − Hamburg (J)
5. ↑  Die ursprüngliche Bekanntmachung des Bundesministeriums der Finanzen vom 10. Mai 2010 nannte „G“ und „F“ als Prägestätten. Dies wurde am 29. Juni 2010 berichtigt.
6. ↑  Der ursprünglich geplante Ausgabetermin am 11. November 2010 wurde aufgrund des gestiegenen Silberpreises vorverlegt.
7. ↑  Der ursprünglich geplante Ausgabetermin am 25. November 2010 wurde aufgrund des gestiegenen Silberpreises vorverlegt.
8. ↑  Die Kodierung des Münzzeichens innerhalb der Prägung wurde bisher nicht offiziell bekanntgegeben. Das Münzzeichen lässt sich aber im Trikotmuster auslesen, allerdings ist dafür ein Hilfsmittel erforderlich.
9. ↑  Um die Silbermünzen besser von denen aus Kupfernickel unterscheiden zu können, tragen diese die Punzierung SILBER 625. Auf Grund dessen mussten die Münzen in Spiegelglanz nochmals geprägt werden, wodurch der ursprüngliche Ausgabetermin, der 5. Mai 2011, nicht eingehalten werden konnte.
10. ↑  Die Prägestätte ist in der Randschrift kodiert. Diese enthält fünfmal den Buchstaben S, davon vier ohne und einen mit Serifen.
  - DIE ZUKUNFT DES FUSSBALLS IST WEIBLICH: Berlin (A)
  - DIE ZUKUNFT DES FUSSBALLS IST WEIBLICH: München (D)
  - DIE ZUKUNFT DES FUSSBALLS IST WEIBLICH: Stuttgart (F)
  - DIE ZUKUNFT DES FUSSBALLS IST WEIBLICH: Karlsruhe (G)
  - DIE ZUKUNFT DES FUSSBALLS IST WEIBLICH: Hamburg (J)

##### 11-Euro-Gedenkmünzen
Anlässlich des sportlichen Großereignisses „UEFA Fußballeuropameisterschaft 2024“ in Deutschland wurde erstmals eine Münze mit dem Nominal 11 Euro am 8. Mai 2024 ausgegeben. Die Münze erschien mit einem Farbdruck.
| Nennwert: 11 Euro Material: 50 % Feinsilber – Durchmesser: 30,0 mm – Masse: 14 g |           |                |                                                                   |                                                      |               |                  |                  |
| Abbildung                                                                        | Abbildung | Ausgabe- datum | Anlass Randschrift                                                | Entwurf                                              | Präge- stätte | Geprägte Auflage | Geprägte Auflage |
| Bildseite                                                                        | Wertseite | Ausgabe- datum | Anlass Randschrift                                                | Entwurf                                              | Präge- stätte | st               | sp               |
|                                                                                  |           | 8. Mai 2024    | UEFA Fußball-Europameisterschaft 2024 VEREINT IM HERZEN EUROPAS ○ | Detlef Behr (Bildseite) Lorenz Crössmann (Wertseite) | A             | 1.000.000        | 111.111          |

##### 20-Euro-Gedenkmünzen
Im April 2015 beschloss die Bundesregierung, die Prägung von 10-Euro-Gedenkmünzen aus einer Kupfer-Nickel-Legierung einzustellen und ab 2016 durch 20-Euro-Silbermünzen zu ersetzen. Diese Ausgaben wiegen 18 Gramm, werden aus einer Legierung aus 925 Tausendteilen Silber (16,65 g) und 75 Tausendteilen Kupfer (Sterlingsilber) hergestellt und haben einen Durchmesser von 32,5 mm. Sie haben damit dieselben Maße und denselben Silbergehalt wie die 10-Euro-Gedenkmünzen bis 2010, werden nun aber zum Nennwert von 20 Euro ausgegeben. Damit entspricht die 20-Euro-Gedenkmünze – wie schon die 10-Euro-Münze – wieder dem Silbergehalt des Vereinstalers im 19. Jahrhundert.
Die Silber-Gedenkmünzen der Jahre 2011 bis 2015 waren bei Sammlern und anderen Interessierten offenbar unbeliebt, da der Silbergehalt geringer war und man sie nicht zum angegebenen Nennwert, sondern nur mit einem Aufschlag erwerben konnte. Dagegen sind die 20-Euro-Münzen in der einfacheren Stempelglanz-Prägung wieder ohne Aufschlag erhältlich. Das Finanzministerium erhofft sich davon eine „Belebung des Sammlermarktes“. Beim Materialwert, der im Juni 2017 bei etwa acht Euro lag, gab es damit zur Zeit der Änderung hinreichend Reserve. Eine Entwicklung wie 2010/2011, als der Materialwert wegen des damals hohen Silberpreises den Nennwert von 10 Euro überstieg, war beim Nennwert von 20 Euro so schnell nicht zu erwarten. Allerdings stieg der Silberpreis im Sommer 2020 wieder deutlich an, so dass der Materialwert der 20-Euro-Münze im August 2020 bereits auf 12 bis 13 Euro stieg. Im Mai 2024 erreichte der Silberwert der Münze bereits mehr als 15 Euro.
2017 wurde die 20-Euro-Reihe fortgesetzt mit den Motiven „Grimms Märchen: Die Bremer Stadtmusikanten“, „500 Jahre Reformation“, „50 Jahre Deutsche Sporthilfe“, „200 Jahre Erfindung des Fahrrades“ und „300. Geburtstag Johann Joachim Winckelmann“.
Die im Jahr 2019 ausgegebene Münze zum Thema „100 Jahre Weimarer Verfassung“ erschien als erste deutsche Gedenkmünze in einer dreifarbigen Version.
Mit der Münze „Hans im Glück“ aus dem Jahr 2023 wird die im Jahr 2012 begonnene Serie „Grimms Märchen“ abgeschlossen.
2025 wird die Serie „Prägende Frauen“ beginnen. Sie umfasst 12 Münzen und stellt herausragende weibliche Persönlichkeiten und deren Lebenswerk dar. Nach der Auftaktmünze „50 Jahre Internationales Jahr der Frau“ sind Motive zu Ehren von Elly Heuss-Knapp, Elisabeth Schwarzkopf, Tamara Danz, Astrid Lindgren, Anne Frank, Marlene Dietrich, Hannah Arendt, Marie Curie, Bertha von Suttner, den Müttern des Grundgesetzes sowie Elly Beinhorn vorgesehen. Die Serie wird bis 2035 andauern.
| Nennwert: 20 Euro (40 Stück bislang, ausgegeben ab 2016) Material: 92,5 % Feinsilber, 7,5 % Kupfer – Durchmesser: 32,5 mm – Masse: 18 g |                                                                   |                                                                   | |                                                                                          |               |                  |                  |
| Abbildung | Abbildung                                                         | Ausgabe- datum                                                    | Anlass Randschrift | Entwurf                                                                                  | Präge- stätte | Geprägte Auflage | Geprägte Auflage |
| Bildseite | Wertseite                                                         | Ausgabe- datum                                                    | Anlass Randschrift | Entwurf                                                                                  | Präge- stätte | st               | sp               |
| 20 Euro 2016 – Rotkäppchen Motivseite                                                                                                   | 20 Euro 2016 – Rotkäppchen Wertseite                              | 4. Februar 2016                                                   | Rotkäppchen (Serie „Grimms Märchen“) … UND LAUF NICHT VOM WEG AB | Elena Gerber                                                                             | A             | 1.082.000        | 171.000          |
| Nelly Sachs Motivseite | Nelly Sachs Wertseite                                             | 7. April 2016                                                     | 125. Geburtstag Nelly Sachs FRIEDEN DU LEISESTE ALLER GEBURTEN | Georg Mann                                                                               | F             | 952.000          | 155.000          |
| 20 Euro Gedenkmünze 200. Geburtstag Ernst Litfaß                                                                                        | 20 Euro Gedenkmünze 200. Geburtstag Ernst Litfaß                  | 7. Juli 2016                                                      | 200. Geburtstag Ernst Litfaß RUNDUM INFORMIERT RUNDUM INFORMIERT | Susanne Jünger                                                                           | D             | 943.000          | 150.000          |
| |                                                                   | 6. Oktober 2016                                                   | 175 Jahre Deutschlandlied …SIND DES GLUECKES UNTERPFAND | Claudius Riedmiller                                                                      | J             | 972.000          | 150.000          |
| |                                                                   | 3. November 2016                                                  | 125. Geburtstag Otto Dix DU MUSST ALLES SELBER SEIN ! | Friedrich Brenner                                                                        | G             | 938.000          | 150.000          |
| |                                                                   | 9. Februar 2017                                                   | Bremer Stadtmusikanten (Serie „Grimms Märchen“) ETWAS BESSERES ALS DEN TOD FINDEST DU ÜBERALL                                                                         | Elena Gerber                                                                             | J             | 997.000          | 145.000          |
| |                                                                   | 6. April 2017                                                     | 500 Jahre Reformation HIER STEHE ICH; ICH KANN NICHT ANDERS | Patrick Niesel                                                                           | A             | 1.030.000        | 145.000          |
| |                                                                   | 4. Mai 2017                                                       | 50 Jahre Deutsche Sporthilfe LEISTUNG. FAIRPLAY. MITEINANDER. | Adelheid Fuss                                                                            | D             | 935.000          | 145.000          |
| |                                                                   | 13. Juli 2017                                                     | Laufmaschine von Karl Drais 1817 200 JAHRE ZWEIRADPRINZIP | Friedrich Brenner                                                                        | G             | 907.000          | 145.000          |
| |                                                                   | 12. Oktober 2017                                                  | 300. Geburtstag Johann Joachim Winckelmann EDLE EINFALT UND STILLE GRÖSSE                                                                                             | Andre Witting                                                                            | F             | 888.000          | 130.000          |
| |                                                                   | 25. Januar 2018                                                   | Froschkönig (Serie „Grimms Märchen“) KÖNIGSTOCHTER JÜNGSTE MACH MIR AUF !                                                                                             | Anne Karen Hentschel                                                                     | F             | 919.000          | 130.000          |
| |                                                                   | 8. März 2018                                                      | 275 Jahre Gewandhausorchester RES SEVERA VERUM GAUDIUM | Lucia Maria Hardegen                                                                     | G             | 877.000          | 125.000          |
| |                                                                   | 17. Mai 2018                                                      | 800 Jahre Hansestadt Rostock SIT INTRA TE CONCORDIA ET PUBLICA FELICITAS                                                                                              | Anne Karen Hentschel                                                                     | J             | 864.000          | 125.000          |
| |                                                                   | 13. September 2018                                                | 150. Geburtstag Peter Behrens IM UEBRIGEN AUTODIDAKT | Anna Steinmann                                                                           | A             | 831.000          | 117.000          |
| |                                                                   | 11. Oktober 2018                                                  | 100. Geburtstag Ernst Otto Fischer NATURWISSENSCHAFTEN SIND WEDER GUT NOCH BOESE                                                                                      | Katrin Pannicke                                                                          | D             | 827.000          | 117.000          |
| |                                                                   | 17. Januar 2019                                                   | 100 Jahre Frauenwahlrecht HERAUS MIT DEM FRAUENWAHLRECHT | Anne Karen Hentschel                                                                     | D             | 786.000          | 120.000          |
| |                                                                   | 14. März 2019                                                     | 100 Jahre Bauhaus DIE WELT NEU DENKEN | Bastian Prillwitz                                                                        | J             | 790.000          | 109.000          |
| |                                                                   | 16. Mai 2019                                                      | Das tapfere Schneiderlein (Serie „Grimms Märchen“) SIEBENE AUF EINEN STREICH!                                                                                         | Marianne Dietz                                                                           | G             | 814.000          | 114.000          |
| |                                                                   | 8. August 2019                                                    | 100 Jahre Weimarer Reichsverfassung* NATIONALVERSAMMLUNG WEIMAR 1919                                                                                                  | František Chochola                                                                       | A             | 864.000          | 112.000          |
| |                                                                   | 5. September 2019                                                 | 250. Geburtstag Alexander von Humboldt ALLES IST WECHSELWIRKUNG | Carsten Theumer                                                                          | F             | 790.100          | 109.000          |
| |                                                                   | 16. Januar 2020                                                   | Der Wolf und die sieben Geißlein (Serie „Grimms Märchen“) DU BIST DER WOLF                                                                                            | Adelheid Fuss                                                                            | D             | 748.000          | 107.000          |
| |                                                                   | 20. Februar 2020                                                  | Ludwig van Beethoven WAHRE KUNST BLEIBT UNVERGAENGLICH | Hannes Dauer                                                                             | F             | 747.000          | 103.000          |
| |                                                                   | 7. Mai 2020                                                       | 300. Geburtstag Freiherr von Münchhausen* MIT TAPFERKEIT UND GEGENWART DES GEISTES                                                                                    | František Chochola                                                                       | A             | 830.000          | 107.000          |
| (Wegen der Verlegung der EM wurde die Münze erst 2021 ausgegeben)                                                                       | (Wegen der Verlegung der EM wurde die Münze erst 2021 ausgegeben) | (Wegen der Verlegung der EM wurde die Münze erst 2021 ausgegeben) | Fußball-Europameisterschaft EIN TURNIER FUER EUROPA • EIN TURNIER FUER FANS                                                                                           | Thomas Serres                                                                            | J             |                  |                  |
| |                                                                   | 9. Juli 2020                                                      | 900 Jahre Freiburg DER BUERGER WOHL SEI OBERSTES GESETZ | Bastian Prillwitz                                                                        | G             | 754.000          | 102.000          |
| |                                                                   | 21. Januar 2021                                                   | Frau Holle (Serie „Grimms Märchen“) DAS IST ZUR BELOHNUNG DEINER DIENSTE *                                                                                            | Jordi Truxa                                                                              | F             | 722.000          | 102.000          |
| |                                                                   | 25. Februar 2021                                                  | 50 Jahre Sendung mit der Maus* LACH- UND SACHGESCHICHTEN • | WDR mediagroup GmbH / Staatliche Münze Berlin (Bildseite) Andre Witting (Wertseite)      | A             | 788.000          | 135.000          |
| |                                                                   | 22. April 2021                                                    | 100. Geburtstag Sophie Scholl EIN GEFUEHL WAS RECHT UND UNRECHT IST •                                                                                                 | Olaf Stoy                                                                                | D             | 732.000          | 102.000          |
| |                                                                   | 20. Mai 2021                                                      | 200. Geburtstag Sebastian Kneipp DIE NATUR IST DIE BESTE APOTHEKE •                                                                                                   | Frantisek Chochola                                                                       | G             | 727.000          | 100.000          |
| |                                                                   | 10. Juni 2021                                                     | Fußball-Europameisterschaft 2020 EIN TURNIER FUER EUROPA • EIN TURNIER FUER FANS                                                                                      | Thomas Serres                                                                            | J             | 770.000          | 105.000          |
| |                                                                   | 20. Januar 2022                                                   | Rumpelstilzchen (Serie „Grimms Märchen“) WAS GIBST DU MIR, WENN ICH DIRS SPINNE? *                                                                                    | Katrin Pannicke                                                                          | J             | 745.000          | 100.000          |
| |                                                                   | 24. Februar 2022                                                  | 225. Geburtstag Annette von Droste-Hülshoff SO GROSSES KLEINOD, EINMAL SEIN STATT GELTEN!                                                                             | Anna Auras                                                                               | G             | 722.000          | 100.000          |
| |                                                                   | 7. April 2022                                                     | 50 Jahre Deutsches Kinderhilfswerk* AUF DIE KINDER KOMMT ES AN | Susanne Jünger                                                                           | D             | 732.000          | 100.000          |
| |                                                                   | 22. September 2022                                                | 1200 Jahre Kloster Corvey WO DER HIMMEL DIE ERDE BERUEHRT | Bastian Prillwitz                                                                        | F             | 700.000          | 100.000          |
| |                                                                   | 19. Januar 2023                                                   | Hans im Glück (Serie „Grimms Märchen“) ICH MUSS IN EINER GLÜCKSHAUT GEBOREN SEIN *                                                                                    | Michael Otto                                                                             | F             | 637.000          | 90.000           |
| |                                                                   | 9. Februar 2023                                                   | 125. Geburtstag Bertolt Brecht DAS SCHICKSAL DES MENSCHEN IST DER MENSCH ·                                                                                            | Katrin Pannicke (Motiv der Bildseite nach einem Foto von Gerda Goedhart/Suhrkamp Verlag) | J             | 633.000          | 80.000           |
| |                                                                   | 3. August 2023                                                    | 400 Jahre Rechenmaschine von Wilhelm Schickard MACHINAM EXTRUXI QUAE DATOS NUMEROS COMPUTET × (Ich habe eine Maschine konstruiert, welche gegebene Zahlen verrechnet) | Florian Huhoff                                                                           | D             | 612.000          | 80.000           |
| |                                                                   | 28. September 2023                                                | 100. Geburtstag Vicco v. Bülow (Loriot)* ACH WAS | Studio Loriot und Staatliche Münze Berlin (Bildseite) Ulrich Böhme (Wertseite)           | A             | 650.000          | 100.000          |
| |                                                                   | 11. April 2024                                                    | 300. Geburtstag Immanuel Kant KRITIK ✶ VERNUNFT ✶ WÜRDE ✶ FRIEDE ✶ | Martin Dašek                                                                             | J             | 593.000          | 70.000           |
| |                                                                   | 23. Mai 2024                                                      | 75 Jahre Grundgesetz IM BEWUSSTSEIN SEINER VERANTWORTUNG ● | Detlef Behr                                                                              | G             | 623.000          | 72.005           |
| |                                                                   | 5. September 2024                                                 | 125. Geburtstag Erich Kästner* ES GIBT NICHTS GUTES / AUẞER: MAN TUT ES ●                                                                                             | Jordi Truxa                                                                              | D             | 593.000          | 70.000           |
| |                                                                   | 23. Januar 2025                                                   | 75. Berlinale* FESTIVAL IN BEWEGUNG ● FESTIVAL IN BEWEGUNG ● | Anna Steinmann                                                                           | A             | 570.000          |                  |
| |                                                                   | 6. März 2025                                                      | 50 Jahre Internationales Jahr der Frau aus der Serie „Prägende Frauen“ GLEICHHEIT – ENTWICKLUNG – FRIEDEN ♀                                                           | Jordi Truxa                                                                              | G             | 551.000          |                  |
| |                                                                   | 15. Mai 2025                                                      | Chemnitz – Kulturhauptstadt Europas | Hagen Täuscher                                                                           | J             | 630.000          |                  |
| Folgende Münzen sind geplant: |                                                                   |                                                                   | |                                                                                          |               |                  |                  |
| |                                                                   | 11. September 2025                                                | Elly Heuss-Knapp – 75 Jahre Müttergenesungswerk aus der Serie „Prägende Frauen“ PIONIERIN • NETZWERKERIN • VISIONÄRIN •                                               | Susanne Hopmann                                                                          | F             | 536.000          |                  |
| |                                                                   | Januar 2026                                                       | 125 Jahre Wuppertaler Schwebebahn* VOHWINKEL BIS OBERBARMEN BIS | Heinz Hoyer (Bildseite) Bodo Broschat (Wertseite)                                        | A             |                  |                  |
| |                                                                   | 2026                                                              | Elisabeth Schwarzhaupt aus der Serie „Prägende Frauen“ |                                                                                          |               |                  |                  |
| |                                                                   | 2026                                                              | 150 Jahre Richard Wagner-Festspiele Bayreuth |                                                                                          |               |                  |                  |
| |                                                                   | 2026                                                              | 100 Jahre Friedensnobelpreis für Gustav Stresemann und Aristide Briand                                                                                                |                                                                                          |               |                  |                  |
| |                                                                   | 2027                                                              | Tamara Danz aus der Serie „Prägende Frauen“ |                                                                                          |               |                  |                  |
| |                                                                   | 2028                                                              | Astrid Lindgren aus der Serie „Prägende Frauen“ |                                                                                          |               |                  |                  |
| |                                                                   | 2029                                                              | Anne Frank aus der Serie „Prägende Frauen“ |                                                                                          |               |                  |                  |
| |                                                                   | 2030                                                              | Marlene Dietrich aus der Serie „Prägende Frauen“ |                                                                                          |               |                  |                  |
| |                                                                   | 2031                                                              | Hannah Arendt aus der Serie „Prägende Frauen“ |                                                                                          |               |                  |                  |
| |                                                                   | 2032                                                              | Marie Curie aus der Serie „Prägende Frauen“ |                                                                                          |               |                  |                  |
| |                                                                   | 2033                                                              | Bertha von Suttner aus der Serie „Prägende Frauen“ |                                                                                          |               |                  |                  |
| |                                                                   | 2034                                                              | Mütter des Grundgesetzes aus der Serie „Prägende Frauen“ |                                                                                          |               |                  |                  |
| |                                                                   | 2035                                                              | Elly Beinhorn aus der Serie „Prägende Frauen“ |                                                                                          |               |                  |                  |

* Mit Farbapplikation

##### 25-Euro-Gedenkmünzen
Im Oktober 2015 wurde erstmals eine Gedenkmünze mit dem Nennwert von 25 Euro ausgegeben. Ausgabeanlass war der 25. Jahrestag der deutschen Wiedervereinigung. Das Motiv dieser Münze stammt von Bernd Wendhut und ist im Rahmen eines Designwettbewerbs für die 10-Euro-Gedenkmünze „20 Jahre Deutsche Einheit“ 2010 mit dem 2. Preis gekürt worden. Nachdem das Motiv bereits für die 2-Euro-Gedenkmünze, die 2015 zu diesem Anlass ausgegeben wurde, Verwendung fand, wurde der komplette Entwurf angepasst umgesetzt. Ein neuer Designwettbewerb fand nicht statt.
| Nennwert: 25 Euro Material: Feinsilber (999/1000) – Durchmesser: 32,5 mm – Masse: 18 g – Rand: glatt mit Inschrift „EINIGKEIT UND RECHT UND FREIHEIT“ |           |                 |                           |               |               |                           |                           |
| Bildseite | Wertseite | Ausgabedatum    | Anlass                    | Entwurf       | Prägestätten  | Auflage (pro Prägestätte) | Auflage (pro Prägestätte) |
| Bildseite | Wertseite | Ausgabedatum    | Anlass                    | Entwurf       | Prägestätten  | st                        | sp                        |
| |           | 1. Oktober 2015 | 25 Jahre Deutsche Einheit | Bernd Wendhut | A, D, F, G, J | 300.000                   | 50.000                    |

Im Jahr 2021 begann die fünfteilige Serie „Weihnachten“, welche im Jahr 2025 abgeschlossen wird.
| Nennwert: 25 Euro Tellerprägung – Material: Feinsilber (999/1000) – Durchmesser: 30 mm – Masse: 22 g – Rand: glatt ohne Struktur |           |                   |                                           |                  |             |                  |                  |
| Bildseite | Wertseite | Ausgabedatum      | Anlass                                    | Entwurf          | Prägestätte | Geprägte Auflage | Geprägte Auflage |
| Bildseite | Wertseite | Ausgabedatum      | Anlass                                    | Entwurf          | Prägestätte | st               | sp               |
| |           | 18. November 2021 | Weihnachten – Geburt Christi              | Adelheid Fuss    | J           | 966.000          | 120.000          |
| |           | 24. November 2022 | Weihnachten – Herrnhuter Stern            | Martin Dašek     | A           | 792.000          | 75.000           |
| |           | 23. November 2023 | Weihnachten – Erzgebirgischer Schwibbogen | Reinhard Eiber   | G           | 655.000          | 55.000           |
| |           | 21. November 2024 | Weihnachten – Adventskranz                | Victor Huster    | F           | 578.000          | 45.000           |
| Folgende Münze ist geplant: |           |                   |                                           |                  |             |                  |                  |
| |           | 20. November 2025 | Weihnachten – Heilige Drei Könige         | Christian Dögerl | D           |                  |                  |

Im Jahr 2026 soll die Serie „Weihnachtslieder“ beginnen.
| Nennwert: 25 Euro Tellerprägung – Material: Feinsilber (999/1000) – Durchmesser: 30 mm – Masse: 22 g – Rand: glatt ohne Struktur |           |              |                             |         |             |                  |                  |
| Bildseite | Wertseite | Ausgabedatum | Anlass                      | Entwurf | Prägestätte | Geprägte Auflage | Geprägte Auflage |
| Bildseite | Wertseite | Ausgabedatum | Anlass                      | Entwurf | Prägestätte | st               | sp               |
| Folgende Münze ist geplant: |           |              |                             |         |             |                  |                  |
| |           | 2026         | Stille Nacht, heilige Nacht |         |             |                  |                  |

#### Goldmünzen

##### 20-Euro-Goldmünzen
Seit dem Jahr 2010 wurde eine 20-Euro-Serie ausgegeben, die den deutschen Wald zum Thema hatte. Geprägt wurden die Münzen von allen fünf Prägestätten. Die 20-Euro-Münze besteht aus ⅛ Unze (3,8879 g) Feingold und hatte eine Auflage von 40.000 Stück pro Prägestätte. Vier der Bildseiten und die Wertseite wurde von František Chochola entworfen, die beiden anderen Bildseiten von Heinz Hoyer. Die Serie endete 2015.
| Nennwert: 20 Euro Material: 99,99 % Gold – Durchmesser: 17,5 mm – Masse: 3,89 g (1/8 Unze) – Rand: geriffelt |           |               |          |                                 |                    |               |                           |
| Bildseite | Wertseite | Ausgabedatum  | Motiv    | Ausgabepreis ohne Versandkosten | Entwurf            | Prägestätten  | Auflage (pro Prägestätte) |
| |           | 23. Juni 2010 | Eiche    | 151,00 €                        | Heinz Hoyer        | A, D, F, G, J | 40.000                    |
| |           | 23. Juni 2011 | Buche    | 184,23 €                        | František Chochola | A, D, F, G, J | 40.000                    |
| |           | 26. Juni 2012 | Fichte   | 207,05 €                        | František Chochola | A, D, F, G, J | 40.000                    |
| |           | 26. Juni 2013 | Kiefer   | 172,30 €                        | František Chochola | A, D, F, G, J | 40.000                    |
| |           | 26. Juni 2014 | Kastanie | 169,33 €                        | Heinz Hoyer        | A, D, F, G, J | 40.000                    |
| |           | 26. Juni 2015 | Linde    | 182,62 €                        | František Chochola | A, D, F, G, J | 40.000                    |

Der Ausgabepreis richtete sich in den ersten Jahren nach dem Goldpreis am Tage vor der Ausgabe zuzüglich eines Aufschlages von 25 Euro für die Prägung der Münze. Von 2011 bis 2013 wurde ein Ausgabeaufschlag von 50 Euro erhoben.
Seit dem Jahr 2014 wird der Preis bereits circa zweieinhalb Monate vor dem Erscheinen der Münze festgesetzt. Ein fester Ausgabeaufschlag im Vergleich zum Tage vor der Ausgabe ist daher nicht mehr vorhanden. Der Aufschlag zum Goldpreis am Tage vor der Preisfestlegung betrug im Jahr 2014 etwa 51 Euro und im Jahr 2015 etwa 27 Euro. Am Tage der Ausgabe betrug der Aufpreis im Jahr 2014 49 Euro und im Jahr 2015 52 Euro.
Die Serie „Heimische Vögel“ mit den Motiven Nachtigall, Pirol, Uhu, Wanderfalke, Weißstorch und Schwarzspecht wurde von 2016 bis 2021 ausgegeben. Die 20-Euro-Münze besteht aus ⅛ Unze (3,8879 g) Feingold.
| Nennwert: 20 Euro Material: 99,99 % Gold – Durchmesser: 17,5 mm – Masse: 3,89 g (1/8 Unze) – Rand: geriffelt |           |               |               |                                 |                    |               |                           |
| Bildseite | Wertseite | Motiv         | Ausgabedatum  | Ausgabepreis ohne Versandkosten | Entwurf            | Prägestätten  | Auflage (pro Prägestätte) |
| |           | Nachtigall    | 23. Juni 2016 | 184,97 €                        | Bodo Broschat      | A, D, F, G, J | 40.000                    |
| |           | Pirol         | 22. Juni 2017 | 194,68 €                        | František Chochola | A, D, F, G, J | 33.600                    |
| |           | Uhu           | 21. Juni 2018 | 185,03 €                        | Adelheid Fuss      | A, D, F, G, J | 30.000                    |
| |           | Wanderfalke   | 19. Juni 2019 | 194,86 €                        | Bodo Broschat      | A, D, F, G, J | 30.400                    |
| |           | Weißstorch    | 22. Juni 2020 | 229,48 €                        | Adelheid Fuss      | A, D, F, G, J | 32.100                    |
| |           | Schwarzspecht | 21. Juni 2021 | 240,21 €                        | František Chochola | A, D, F, G, J | 30.500                    |

Der Preis wird bereits circa zweieinhalb Monate vor dem Erscheinen der Münze festgesetzt. Der Aufschlag zum Goldpreis am Tage vor der Preisfestlegung betrug im Jahr 2016 etwa 48 Euro.
Im Jahr 2022 begann die sechsteilige Serie „Rückkehr der Wildtiere“. Sie zeigt Motive von bedrohten Wildtierarten. Begonnen hat die Serie mit der Kegelrobbe.
| Nennwert: 20 Euro Material: 99,99 % Gold – Durchmesser: 17,5 mm – Masse: 3,89 g (1/8 Unze) – Rand: geriffelt |           |            |               |                                 |                 |               |                           |
| Bildseite | Wertseite | Motiv      | Ausgabedatum  | Ausgabepreis ohne Versandkosten | Entwurf         | Prägestätten  | Auflage (pro Prägestätte) |
| |           | Kegelrobbe | 20. Juni 2022 | 249,83 €                        | Olaf Stoy       | A, D, F, G, J | 22.200                    |
| |           | Steinbock  | 19. Juni 2023 | 268,71 €                        | Marianne Dietz  | A, D, F, G, J | 18.700                    |
| |           | Biber      | 17. Juni 2024 | 285,81 €                        | Natalie Tekampe | A, D, F, G, J | 17.040                    |
| |           | Luchs      | 16. Juni 2025 | 399,95 €                        | Natalie Tekampe | A, D, F, G, J | 15.640                    |
| Folgende Münzen sind geplant:                                                                                |           |            |               |                                 |                 |               |                           |
| |           | Wisent     | 2026          |                                 |                 | A, D, F, G, J |                           |
| |           | Wolf       | 2027          |                                 |                 | A, D, F, G, J |                           |

##### 50-Euro-Goldmünzen
Die Bundesregierung hat am 31. August 2016 beschlossen, eine 50-Euro-Goldmünze „Lutherrose“ prägen zu lassen und im ersten Halbjahr 2017 auszugeben. Martin Luthers Thesenanschlag im Jahr 1517 war der Auftakt zur Reformation – einem Ereignis, das die Weltgeschichte in Politik, Religion, Kultur und Gesellschaft maßgeblich beeinflusst hat.
| Nennwert: 50 Euro Material: 99,99 % Gold – Durchmesser: 20 mm – Dicke: 1,65 mm – Masse: 7,78 g (1/4 Unze) – Rand: geriffelt |           |              |                                  |                                 |               |               |                           |
| Bildseite | Wertseite | Ausgabedatum | Anlass Motiv                     | Ausgabepreis ohne Versandkosten | Entwurf       | Prägestätten  | Auflage (pro Prägestätte) |
| |           | 24. Mai 2017 | 500 Jahre Reformation Lutherrose | 332,67 €                        | Adelheid Fuss | A, D, F, G, J | 30.000                    |

Am 4. Juli 2017 verkündete die Verkaufsstelle für Sammlermünzen, ab 2018 eine Münzreihe zu Musikinstrumenten herauszugeben. Die letzte Münze dieser Serie wurde 2022 ausgegeben.
| Nennwert: 50 Euro Material: 99,99 % Gold – Durchmesser: 22 mm – Dicke: 1,45 mm – Masse: 7,78 g (1/4 Unze) – Rand: geriffelt | Nennwert: 50 Euro Material: 99,99 % Gold – Durchmesser: 22 mm – Dicke: 1,45 mm – Masse: 7,78 g (1/4 Unze) – Rand: geriffelt | Nennwert: 50 Euro Material: 99,99 % Gold – Durchmesser: 22 mm – Dicke: 1,45 mm – Masse: 7,78 g (1/4 Unze) – Rand: geriffelt | Nennwert: 50 Euro Material: 99,99 % Gold – Durchmesser: 22 mm – Dicke: 1,45 mm – Masse: 7,78 g (1/4 Unze) – Rand: geriffelt | Nennwert: 50 Euro Material: 99,99 % Gold – Durchmesser: 22 mm – Dicke: 1,45 mm – Masse: 7,78 g (1/4 Unze) – Rand: geriffelt | Nennwert: 50 Euro Material: 99,99 % Gold – Durchmesser: 22 mm – Dicke: 1,45 mm – Masse: 7,78 g (1/4 Unze) – Rand: geriffelt | Nennwert: 50 Euro Material: 99,99 % Gold – Durchmesser: 22 mm – Dicke: 1,45 mm – Masse: 7,78 g (1/4 Unze) – Rand: geriffelt | Nennwert: 50 Euro Material: 99,99 % Gold – Durchmesser: 22 mm – Dicke: 1,45 mm – Masse: 7,78 g (1/4 Unze) – Rand: geriffelt |
| Bildseite | Wertseite | Ausgabedatum | Motiv | Ausgabepreis ohne Versandkosten                                                                                             | Entwurf | Prägestätten | Auflage (pro Prägestätte)                                                                                                   |
| --- | --- | --- | --- | --- | --- | --- | --- |
| | | 10. August 2018 | Kontrabass | 320,21 € | Erich Ott | A, D, F, G, J | 20.350 |
| | | 20. August 2019 | Hammerflügel | 339,87 € | Erich Ott | A, D, F, G, J | 17.700 |
| | | 10. August 2020 | Orchesterhorn | 422,78 € | Bildseite: Jordi Truxa Wertseite: Erich Ott                                                                                 | A, D, F, G, J | 20.700 |
| | | 9. August 2021 | Pauke | 431,77 € | Bildseite: Elena Gerber Wertseite: Erich Ott                                                                                | A, D, F, G, J | 17.900 |
| | | 8. August 2022 | Konzertgitarre | 474,87 € | Bildseite: Jordi Truxa Wertseite: Erich Ott                                                                                 | A, D, F, G, J | 15.600 |

Im Jahr 2023 beginnt die fünfteilige Serie „Deutsches Handwerk“.
| Nennwert: 50 Euro Material: 99,99 % Gold – Durchmesser: 22 mm – Dicke: 1,45 mm – Masse: 7,78 g (1/4 Unze) – Rand: geriffelt | Nennwert: 50 Euro Material: 99,99 % Gold – Durchmesser: 22 mm – Dicke: 1,45 mm – Masse: 7,78 g (1/4 Unze) – Rand: geriffelt | Nennwert: 50 Euro Material: 99,99 % Gold – Durchmesser: 22 mm – Dicke: 1,45 mm – Masse: 7,78 g (1/4 Unze) – Rand: geriffelt | Nennwert: 50 Euro Material: 99,99 % Gold – Durchmesser: 22 mm – Dicke: 1,45 mm – Masse: 7,78 g (1/4 Unze) – Rand: geriffelt | Nennwert: 50 Euro Material: 99,99 % Gold – Durchmesser: 22 mm – Dicke: 1,45 mm – Masse: 7,78 g (1/4 Unze) – Rand: geriffelt | Nennwert: 50 Euro Material: 99,99 % Gold – Durchmesser: 22 mm – Dicke: 1,45 mm – Masse: 7,78 g (1/4 Unze) – Rand: geriffelt | Nennwert: 50 Euro Material: 99,99 % Gold – Durchmesser: 22 mm – Dicke: 1,45 mm – Masse: 7,78 g (1/4 Unze) – Rand: geriffelt | Nennwert: 50 Euro Material: 99,99 % Gold – Durchmesser: 22 mm – Dicke: 1,45 mm – Masse: 7,78 g (1/4 Unze) – Rand: geriffelt |
| Bildseite | Wertseite | Ausgabedatum | Motiv | Ausgabepreis ohne Versandkosten                                                                                             | Entwurf | Prägestätten | Auflage (pro Prägestätte)                                                                                                   |
| --- | --- | --- | --- | --- | --- | --- | --- |
| | | 7. August 2023 | Ernährung | 512,65 € | Elena Gerber | A, D, F, G, J | 12.200 |
| | | 5. August 2024 | Mobilität | 546,88 € | Stefanie Radtke | A, D, F, G, J | 11.580 |
| | | 11. August 2025 | Gesundheit | 799,95 € | Grazyna Jolanta Lindau | A, D, F, G, J | 9.380 |
| Folgende Münzen sind geplant:                                                                                               | | | | | | | |
| | | 2026 | Gestaltung | | | A, D, F, G, J | |
| | | 2027 | Bauen | | | A, D, F, G, J | |

##### 100-Euro-Goldmünzen
Seit Einführung des Euros im Jahr 2002 wird jährlich eine Goldmünze mit einem Nennwert von 100 € geprägt. Alle bundesdeutschen 100-Euro-Goldmünzen haben eine Masse von 15,55 g (1/2 Unze), einen Durchmesser von 28 mm, einen geriffelten Rand und bestehen aus 99,99 % Feingold. Sie werden ausschließlich in der Prägequalität Stempelglanz hergestellt. Diese Münzen sind in der Bundesrepublik Deutschland gesetzliches Zahlungsmittel; im Umlauf befinden sie sich jedoch nicht, da ihr Metallwert mit etwa 1.440 Euro wesentlich über dem Nennwert liegt. Der Vertrieb findet nur über die Verkaufsstelle für Sammlermünzen statt, auch Banken und Münzhändler müssen dort bestellen.

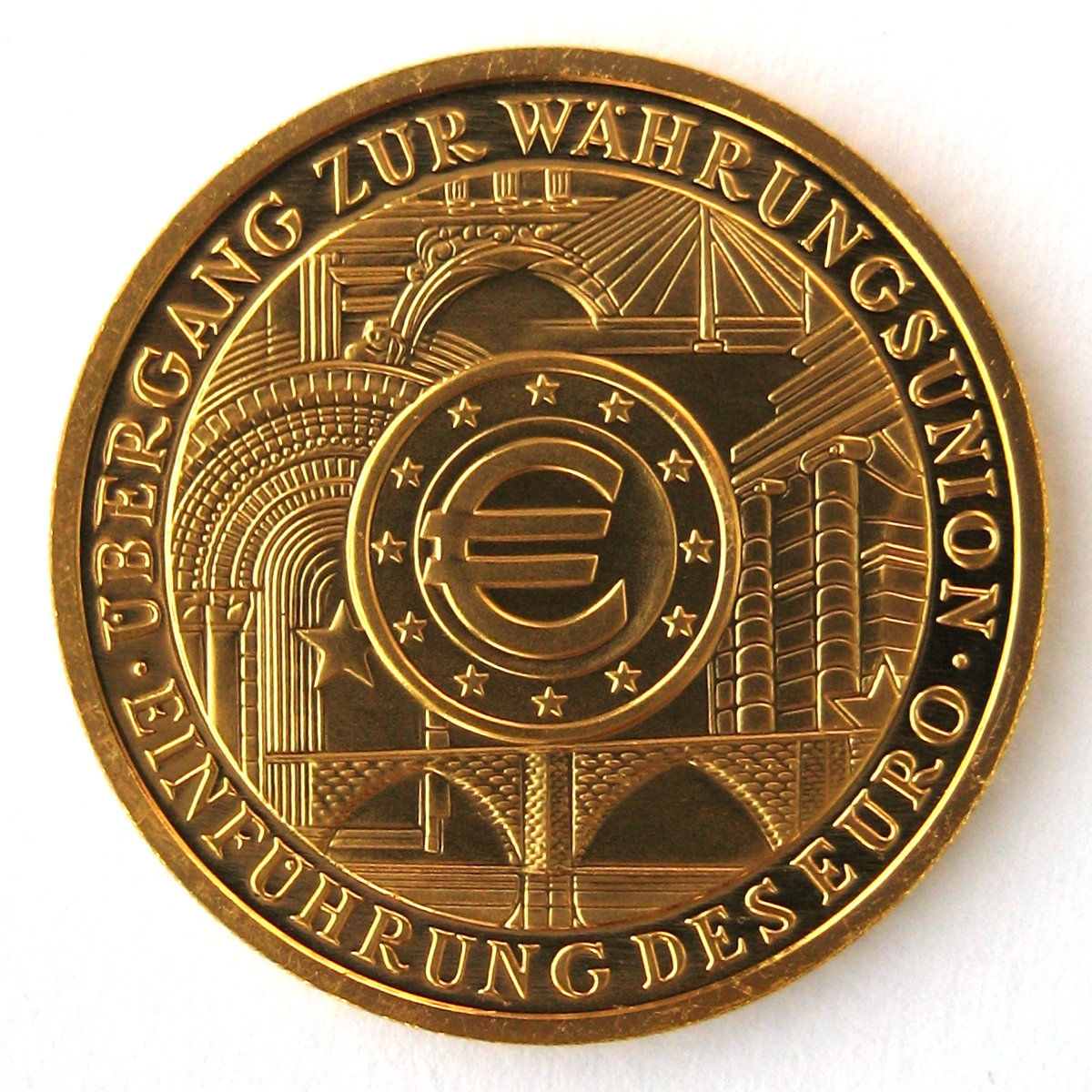
Bildseite
Erste bundesdeutsche Gedenkmünze in Euro aus Gold

Das Thema der ersten ausgegebenen Goldmünze im Jahr 2002 war der Übergang zur Währungsunion und damit die Einführung des Euro. 2003 begann eine Serie mit Motiven von Stätten des UNESCO-Welterbes in Deutschland. Die Themen sind Quedlinburg (2003), Bamberg (2004), Klassisches Weimar (2006), Lübeck (2007), Goslar (2008), Dom und Liebfrauenkirche in Trier (2009), Würzburger Residenz (2010), Wartburg (2011), Aachener Dom (2012), Gartenreich Dessau-Wörlitz (2013), Kloster Lorsch (2014), Oberes Mittelrheintal (2015), Regensburg mit Stadtamhof (2016), Eisleben und Wittenberg (2017) und Brühl (2018). Mit Speyer als 16. Münze wurde die UNESCO-Welterbe-Serie 2019 abgeschlossen.
Im Jahr 2005 gab es eine Unterbrechung der Serie mit einer Münze zum Thema FIFA Fußball-Weltmeisterschaft in Deutschland 2006. Um die Kontinuität zu den bisher ausgegebenen Silbermünzen des gleichen Themas zu erhalten, wurde das bisher geprägte Bild der Wertseite aller dieser Münzen übernommen. Die Größenverhältnisse wurden angepasst, das Nominal von 10 auf 100 Euro geändert und das Monogramm des Grafikers Erich Ott darüber eingefügt. Die Motivseite entwarf Heinz Hoyer, sein Monogramm ist innerhalb des abgebildeten Fußballs vorhanden. Damit ist dies die einzige bundesdeutsche Gedenkmünze mit zwei Hinweisen auf die Gestalter.
| Nennwert: 100 Euro Material: 99,99 % Gold – Durchmesser: 28 mm – Masse: 15,55 g (1/2 Unze) – Rand: geriffelt |                                      |                  |                                                                              |                                 |                      |               |                           |
| Bildseite | Wertseite                            | Ausgabedatum     | Anlass                                                                       | Ausgabepreis ohne Versandkosten | Entwurf              | Prägestätten  | Auflage (pro Prägestätte) |
| Währungsunion Bildseite                                                                                      |                                      | 9. Mai 2002      | Übergang zur Währungsunion – Einführung des Euro                             | 193,00 €                        | Anton Zvone Jezovsek | A, D, F, G, J | 100.000                   |
| |                                      | 1. November 2003 | UNESCO – Weltkulturerbestadt Quedlinburg                                     | 190,00 €                        | Agatha Kill          | A, D, F, G, J | 80.000                    |
| |                                      | 1. Oktober 2004  | UNESCO Weltkulturerbe – Stadt Bamberg                                        | 191,00 €                        | Ulrich Böhme         | A, D, F, G, J | 80.000                    |
| |                                      | 4. Oktober 2005  | FIFA Fußball-Weltmeisterschaft in Deutschland 2006                           | 222,00 €                        | Heinz Hoyer          | A, D, F, G, J | 70.000                    |
| |                                      | 2. Oktober 2006  | UNESCO Welterbe – Klassisches Weimar                                         | 263,00 €                        | Dietrich Dorfstecher | A, D, F, G, J | 70.000                    |
| |                                      | 1. Oktober 2007  | UNESCO Welterbe – Hansestadt Lübeck                                          | 285,00 €                        | Bodo Broschat        | A, D, F, G, J | 66.000                    |
| |                                      | 1. Oktober 2008  | UNESCO Welterbe – Altstadt · Bergwerk Rammelsberg in Goslar                  | 339,00 €                        | Wolfgang Doehm       | A, D, F, G, J | 64.000                    |
| |                                      | 1. Oktober 2009  | UNESCO Welterbe Römische Baudenkmäler – Dom und Liebfrauenkirche in Trier    | 367,00 €                        | Michael Otto         | A, D, F, G, J | 64.000                    |
| |                                      | 1. Oktober 2010  | UNESCO Welterbe – Würzburger Residenz und Hofgarten                          | 505,00 €                        | Dietrich Dorfstecher | A, D, F, G, J | 64.000                    |
| Wartburg Bildseite                                                                                           | Wartburg Wertseite                   | 4. Oktober 2011  | UNESCO Welterbe – Wartburg                                                   | 653,20 €                        | Wolfgang Reuter      | A, D, F, G, J | 60.000                    |
| |                                      | 1. Oktober 2012  | UNESCO Welterbe – Dom zu Aachen                                              | 738,70 €                        | Erich Ott            | A, D, F, G, J | 54.000                    |
| Gartenreich Dessau-Wörlitz Bildseite                                                                         | Gartenreich Dessau-Wörlitz Wertseite | 1. Oktober 2013  | UNESCO Welterbe – Gartenreich Dessau-Wörlitz                                 | 544,48 €                        | Lorenz Crössmann     | A, D, F, G, J | 40.000                    |
| Kloster Lorsch Bildseite                                                                                     | Kloster Lorsch Wertseite             | 1. Oktober 2014  | UNESCO Welterbe – Kloster Lorsch                                             | 541,62 €                        | František Chochola   | A, D, F, G, J | 40.000                    |
| Mittelrheintal Bildseite                                                                                     | Mittelrheintal Wertseite             | 1. Oktober 2015  | UNESCO Welterbe – Oberes Mittelrheintal                                      | 590,54 €                        | Friedrich Brenner    | A, D, F, G, J | 32.600                    |
| |                                      | 4. Oktober 2016  | UNESCO Welterbe – Altstadt von Regensburg mit Stadtamhof                     | 624,33 €                        | Friedrich Brenner    | A, D, F, G, J | 29.400                    |
| |                                      | 2. Oktober 2017  | UNESCO Welterbe – Luthergedenkstätten in Eisleben und Lutherstadt Wittenberg | 640,85 €                        | Bastian Prillwitz    | A, D, F, G, J | 31.600                    |
| |                                      | 1. Oktober 2018  | UNESCO Welterbe – Schlösser Augustusburg und Falkenlust in Brühl             | 590,07 €                        | Bastian Prillwitz    | A, D, F, G, J | 27.100                    |
| |                                      | 1. Oktober 2019  | UNESCO-Welterbe – Dom zu Speyer                                              | 626,98 €                        | Bodo Broschat        | A, D, F, G, J | 31.003                    |

Mit der 100-Euro-Goldmünze „UNESCO-Welterbe – Dom zu Speyer“ wird – nach insgesamt 16 Ausgaben – die im Jahr 2003 begonnene Serie von 100-Euro-Goldmünzen zur Würdigung von UNESCO-Welterbestätten in Deutschland abgeschlossen. Die Serie zählt zwischenzeitlich zu den weltweit erfolgreichsten Goldmünzenprogrammen im Sammlerbereich.
Anmerkungen
1. ↑  Das Motiv des Bundesadlers auf der Wertseite wurde schon 2001 auf der 10-DM-Gedenkmünze 2001 750 Jahre Katharinenkloster Stralsund – 50 Jahre Meeresmuseum Stralsund verwendet

| Nennwert: 100 Euro Material: 99,99 % Gold – Durchmesser: 28 mm – Masse: 15,55 g (1/2 Unze) – Rand: geriffelt |           |                 |                                   |                                 |                                                       |               |                           |
| Bildseite | Wertseite | Ausgabedatum    | Anlass                            | Ausgabepreis ohne Versandkosten | Entwurf                                               | Prägestätten  | Auflage (pro Prägestätte) |
| |           | 1. Oktober 2020 | Säulen der Demokratie – Einigkeit | 807,29 €                        | Bildseite: Bastian Prillwitz Wertseite: Andre Witting | A, D, F, G, J | 35.000                    |
| |           | 1. Oktober 2021 | Säulen der Demokratie – Recht     | 809,35 €                        | Bildseite: Bastian Prillwitz Wertseite: Andre Witting | A, D, F, G, J | 26.400                    |
| |           | 4. Oktober 2022 | Säulen der Demokratie – Freiheit  | 899,22 €                        | Bildseite: Bastian Prillwitz Wertseite: Andre Witting | A, D, F, G, J | 25.000                    |

Im Jahr 2023 begann die Serie „Meisterwerke der deutschen Literatur“.
| Nennwert: 100 Euro Material: 99,99 % Gold – Durchmesser: 28 mm – Masse: 15,55 g (1/2 Unze) – Rand: geriffelt |           |                 |                                                         |                                 |                   |               |                           |
| Bildseite | Wertseite | Ausgabedatum    | Anlass                                                  | Ausgabepreis ohne Versandkosten | Entwurf           | Prägestätten  | Auflage (pro Prägestätte) |
| |           | 2. Oktober 2023 | Johann Wolfgang Goethe: Faust                           | 0.974,74 €                      | Michael Otto      | A, D, F, G, J | 17.300                    |
| |           | 7. Oktober 2024 | Heinrich von Kleist: Der zerbrochene Krug               | 1.096,30 €                      | Bodo Broschat     | A, D, F, G, J | 14.600                    |
| Folgende Münzen sind geplant:                                                                                |           |                 |                                                         |                                 |                   |               |                           |
| |           | 6. Oktober 2025 | Joseph von Eichendorff: Aus dem Leben eines Taugenichts | 1.559,95 €                      | Bastian Prillwitz | A, D, F, G, J |                           |
| |           | 2026            | Annette von Droste-Hülshoff: Die Judenbuche             |                                 |                   | A, D, F, G, J |                           |
| |           | 2027            | Theodor Fontane: Effi Briest                            |                                 |                   | A, D, F, G, J |                           |
| |           | 2028            | Thomas Mann: Buddenbrooks                               |                                 |                   | A, D, F, G, J |                           |
| |           | 2029            | Else Lasker Schüler: Ein alter Tibetteppich             |                                 |                   | A, D, F, G, J |                           |
| |           | 2030            | Franz Kafka: Der Prozess                                |                                 |                   | A, D, F, G, J |                           |

Der Ausgabepreis richtete sich in den ersten Jahren nach dem Goldpreis am Tage vor der Ausgabe zuzüglich eines Aufschlages von 25 Euro für die Prägung der Münze, stand also bei der Vorbestellung noch nicht fest. Von 2011 bis 2013 wurde ein Ausgabeaufschlag von 50 Euro erhoben. Im Jahr 2014 wurde der Preis bereits circa sechs Monate vor dem Erscheinen der Münze festgesetzt. Ein fester Ausgabeaufschlag im Vergleich zum Tage vor der Ausgabe ist daher nicht mehr vorhanden. Der Aufschlag zum Goldpreis am Tage vor der Preisfestlegung betrug im Jahr 2014 etwa 68 Euro, am Tage der Ausgabe etwa 62 Euro. Im Jahr 2015 lag der Aufpreis am Tage vor der Preisfestlegung bei etwa 22 Euro, am Tage der Ausgabe etwa 91 Euro. Im Jahr 2016 lag der Aufpreis am Tage vor der Preisfestlegung bei etwa 76 Euro.
Zum Aufgabeaufschlag hinzu kommen zusätzliche Versandkosten pro Münze, die immer einzeln geliefert werden; bis 2005 war allerdings eine persönliche Abholung einer Bestellung in Bad Homburg möglich. Im Lieferumfang enthalten ist ein Kunstlederetui, das Echtheitszertifikat und die Münze selbst. Die Goldmünze befindet sich in einer durchsichtigen Schutzkapsel. Die Versandverpackungen im Jahre 2005 (13 × 25 cm) hatten einen Aufkleber mit einer auf ein halbes Gramm genauen Angabe der Masse.
Seit 2006 wird die ursprüngliche Verpackung in einer zusätzlichen Umhüllung von 41,5 × 35 cm ausgeliefert.

##### 200-Euro-Goldmünze
Im Jahr 2002 ist einmalig zur Einführung des Euros eine 200-Euro-Münze geprägt worden. Das Motiv beider Seiten ist mit Ausnahme des Nennwertes identisch mit der Ausgabe zu 100 Euro.
| Nennwert: 200 Euro Material: 99,99 % Gold – Durchmesser: 32,5 mm – Masse: 31,1 g (1 Unze) – Rand: glatt mit Inschrift „IM..ZEICHEN..DER..EINIGUNG..EUROPAS….“ |           |              |                                                  |                                 |                      |               |                           |
| Bildseite | Wertseite | Ausgabedatum | Anlass                                           | Ausgabepreis ohne Versandkosten | Entwurf              | Prägestätten  | Auflage (pro Prägestätte) |
| |           | 9. Mai 2002  | Übergang zur Währungsunion – Einführung des Euro | 371 €                           | Anton Zvone Jezovsek | A, D, F, G, J | 20.000                    |

##### Goldmünzen mit roten Flecken
Durch einen Produktionsfehler bekommen einige deutsche Goldmünzen im Laufe der Zeit rote bis braune Flecken. Untersuchungen zeigten, dass es sich dabei um Silberverbindungen, v. a. Silbersulfid handelt, das sich aus Verunreinigungen der Münzen mit Silber bildet. Wie diese Verunreinigungen in den Produktionsprozess gelangten, ist nicht geklärt. Bis etwa Februar 2006 hat die Bundeswertpapierverwaltung auch ältere beanstandete Exemplare umgetauscht.
Die entstandenen Flecken lassen sich mit Natriumcyanid wieder rückstandslos entfernen, die Verfärbung wird jedoch nach einiger Zeit wieder entstehen.

## Motivfindung
Von 1998 bis 2011 wurden die Motive der Münzen durch vom Bundesamt für Bauwesen und Raumordnung durchgeführte Wettbewerbe ermittelt. 2012 ist diese Aufgabe an das Bundesamt für zentrale Dienste und offene Vermögensfragen übergegangen.

## Numisblätter
In Zusammenarbeit mit der Deutschen Post AG wurde 1997 erstmals ein Numisblatt ausgegeben. Unterhalb einer auf Papier aufgeklebten Schutzkapsel mit der Gedenkmünze zum 500. Geburtstag des Reformators Philipp Melanchthon ist ein Briefmarkenkleinbogen von zehn Marken mit der Darstellung Philipp Melanchthons (Michel-Nummer 1902) vorhanden. Die Briefmarken wurden durch einen Ersttagsstempel entwertet. Ähnliche Numisblätter gab es seitdem von allen folgenden deutschen Silbermünzen.

## Ausgabeart der Gedenkmünzen in Spiegelglanz
Die Spiegelglanzversionen der 5-DM-Gedenkmünzen wurden zunächst lose in Münztaschen ausgegeben. Ab 1969 bis 1971 wurden die Gedenkmünzen in Folie verschweißt. Diese Folie enthielt Weichmacher, die dazu führen, dass die Münzen anlaufen und Grünspan ansetzen. Mit der 5-DM-Gedenkmünze zum 500. Geburtstag von Albrecht Dürer 1971 wurde die Vakuumverpackung aus Hartplastik mit Noppen eingeführt, die sogenannte Noppenfolie. Eine Ausnahme bilden die 10-DM-Gedenkmünzen zu den Olympischen Spielen 1972 in München. Diese wurden zwischen 1969 und 1972 geprägt und wurden ebenfalls in der Folienverschweißung ausgegeben. Ab 1985 tragen die Noppenfolien zusätzlich den goldenen Aufdruck eines Bundesadlers und ab 1997 das Münzzeichen der jeweiligen Prägestätte. Mit der Umstellung auf 925er Silber 1998 wurde zusätzlich zu den einzeln verpackten Münzen eine Blisterverpackung, die alle fünf Prägestätten einer Ausgabe enthält, eingeführt.
Seit der Währungsreform 2002 werden die 10-Euro-Gedenkmünzen einzeln in Münzkapseln oder in einer Blisterverpackung mit allen Münzen eines Jahrgangs ausgegeben.

## Akzeptanz und Bekanntheit
Obwohl seit 2002 jährlich zwischen 8 und 13 Millionen der 10-Euro-Gedenkmünzen ausgegeben wurden, hat kaum eine Ladenkasse ein eigenes Fach dafür, da sich die meisten dieser Münzen in der Hand von Sammlern befinden und nur selten in den Umlauf gelangen. Viele Geschäfte nehmen aus Unkenntnis die 10-Euro-Münzen nur zögernd oder nach Rücksprache an, obwohl diese Münzen in der Bundesrepublik Deutschland gesetzliches Zahlungsmittel sind (§ 2 Abs. 2 MünzG) und inländische Geschäfte zur Annahme verpflichtet sind (bis zu einem Betrag von 200 Euro, § 3 Abs. 1 MünzG). Dieses Problem bestand schon früher mit den 5- und 10-DM-Gedenkmünzen. Ausländische Euro-Gedenkmünzen sind, mit Ausnahme der dort ebenfalls üblichen besonderen 2-Euro-Münzen, in Deutschland keine gesetzlichen Zahlungsmittel.

## Materialwert der Goldmünzen
Wegen der relativ niedrigen Auflage und der Produktionskosten liegt der Preis einer deutschen Goldmünze über dem Materialwert. Die Goldmünzen der Bundesrepublik Deutschland haben einen Feingoldgehalt von 999,9 ‰. Eine Feinunze entspricht rund 31,10 Gramm.
| Nominal  | Ausgabejahr | Masse                  | Materialwert (€)1 |
| -------- | ----------- | ---------------------- | ----------------- |
| 1 DM     | ab 2001     | 12,00 Gramm            | 0.611,40          |
| 020 Euro | ab 2010     | 03,89 Gramm (1/8 Unze) | 0.198,20          |
| 050 Euro | ab 2017     | 07,78 Gramm (1/4 Unze) | 0.396,39          |
| 100 Euro | ab 2002     | 15,55 Gramm (1/2 Unze) | 0.792,27          |
| 200 Euro | ab 2002     | 31,10 Gramm (1 Unze)/0 | 1.584,55          |

1 Bei einem Goldpreis von 50,95 € pro Gramm (Stand: Januar 2022)

## Wertentwicklung und Kritik
In der Bundesrepublik Deutschland wurden bis zur Währungsumstellung auf den Euro über eine halbe Milliarde Gedenkmünzen in DM geprägt. Außer den ersten fünf 5-DM-Gedenkausgaben (mit Auflagen von 200.000 bis 500.000) hat keine dieser Gedenkmünzen eine nennenswerte Wertsteigerung erfahren. Silbermünzen in der Prägequalität Stempelglanz werden heute im Allgemeinen zum Nominal- oder Materialwert gehandelt (je nachdem, welcher Wert gerade höher liegt); Ausgaben in Spiegelglanz etwas über dem Ausgabepreis. Andererseits tauscht die Bundesbank die Münzen unbefristet um, sodass Sammler auch keinen Wertverlust erleiden, wenn sie zum Nominalwert gekauft haben (anders als etwa in Frankreich, wo die 100-Francs-Münzen umgerechnet etwa 15 Euro kosteten, aber nach Ablauf der Umtauschfrist nur noch einen Silberwert von etwa 7 Euro haben – Preisstand: Oktober 2017).
| Nominal                | Jahre     | Material     | Umtauschwert (€) | Silberwert (€)1 |
| ---------------------- | --------- | ------------ | ---------------- | --------------- |
| 5 Deutsche Mark        | 1953–1979 | 625er Silber | 02,56            | 06,30           |
| 5 Deutsche Mark        | 1980–1986 | Kupfernickel | 02,56            | 0–              |
| 10 Deutsche Mark       | 1970–1972 | 625er Silber | 05,11            | 08,72           |
| 10 Deutsche Mark       | 1987–1997 | 625er Silber | 05,11            | 08,72           |
| 10 Deutsche Mark       | 1998–2001 | 925er Silber | 05,11            | 12,90           |
| 10 Euro                | 2002–2010 | 925er Silber | 10,00            | 14,99           |
| 10 Euro                | 2011      | 625er Silber | 10,00            | 07,88           |
| 10 Euro (Stempelglanz) | 2011–2015 | Kupfernickel | 10,00            | 0–              |
| 10 Euro (Spiegelglanz) | 2011–2015 | 625er Silber | 10,00            | 07,88           |
| 20 Euro                | 2016–     | 925er Silber | 20,00            | 14,99           |
| 25 Euro                | 2015      | 999er Silber | 25,00            | 16,18           |
| 25 Euro                | 2021–     | 999er Silber | 25,00            | 19,78           |

1 Bei einem Silberpreis von 0,90 € pro Gramm bzw. 27,93 € pro Feinunze (Stand: September 2024).
Von allen geprägten Goldmünzen wird die Ausgabe von 200 Euro aufgrund der geringen Auflage mit einem Preis von rund 2000 Euro gehandelt (Stand: Oktober 2017) und ist damit das deutsche Nominal mit der größten Wertsteigerung seit der Währungsunion. Auch für die erste 20-Euro-Münze werden unter Sammlern ca. 300 Euro gezahlt, womit sie ihren Wert etwa verdoppelt hat. Der Marktpreis der anderen Goldmünzen liegt im Regelfall geringfügig oberhalb des aktuellen Goldpreises, wobei es insbesondere bei neu erschienenen Münzen in den ersten Monaten nach der Ausgabe zu größeren Abweichungen nach oben kommt.
Kritik an der Verkaufsstelle für Sammlermünzen wird von Komplettsammlern geäußert, da es keine den Silberausgaben vergleichbare Goldmünzenedition gibt. Bei der Bestellung dieser Münzen durch Privatpersonen werden Exemplare aus einer zufällig gewählten Prägestätte geliefert, zudem kann es zur Kürzung der Bestellmenge kommen. Händler hingegen erhalten komplette Münzsätze und vorab eine Bestätigung der Liefermenge. Seit 2019 sagt die Verkaufsstelle für Sammlermünzen zu, dass bei Zuteilung von fünf Exemplaren (also eines kompletten Satzes) je ein Exemplar jeder Prägestätte geliefert wird. Seit 2020 firmiert die vormalige Verkaufsstelle für Sammlermünzen unter der Bezeichnung „Münze Deutschland“.